# Allersmaborg

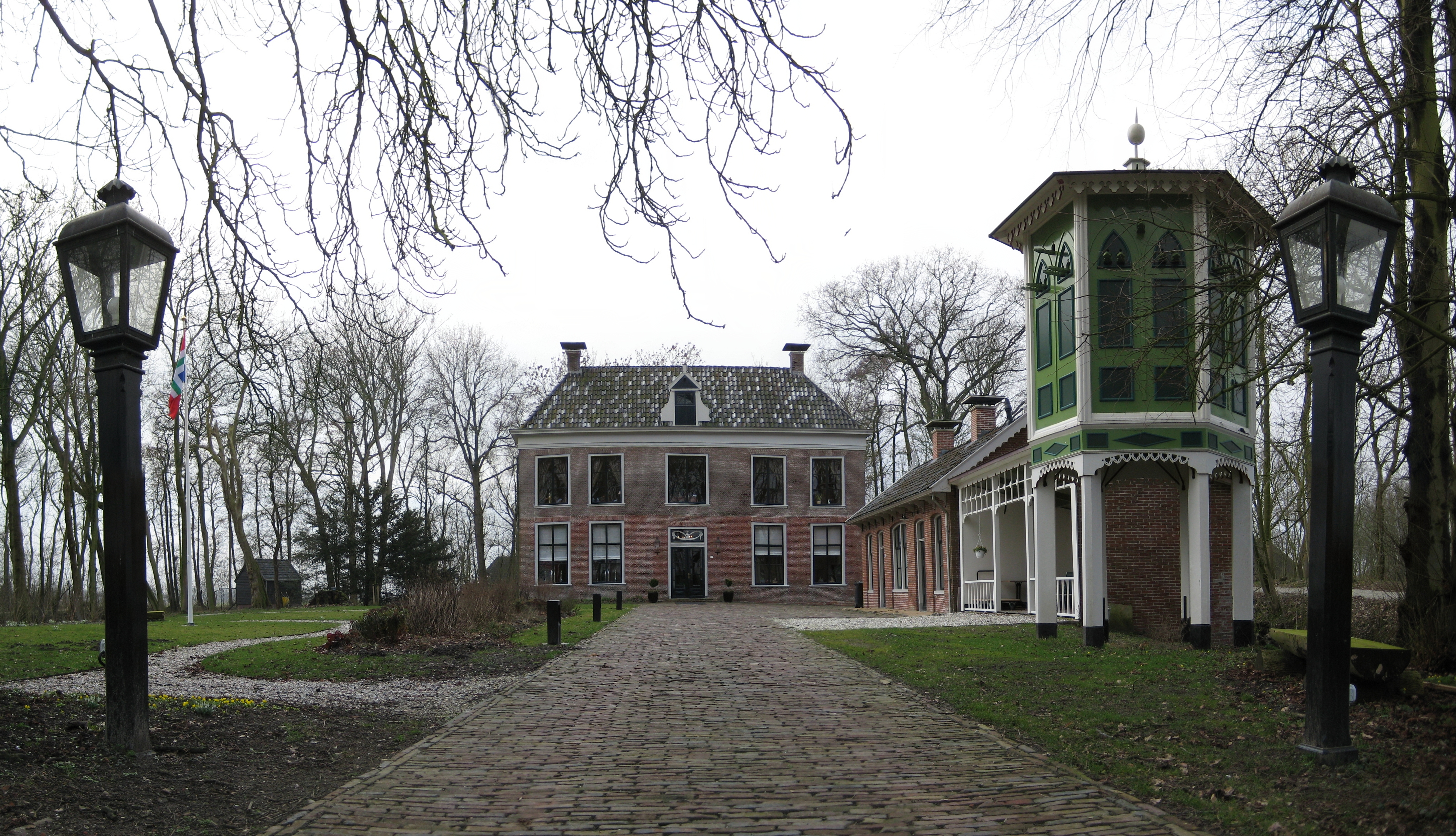
De Allersmaborg (2009)

De Allersmaborg is een borg in het gehucht Allersma in de gemeente  Westerkwartier tussen Ezinge en Aduarderzijl (Allersmaweg 64) in de Nederlandse provincie Groningen. De Allersmaborg stamt uit de middeleeuwen en ligt binnen een ruime gracht met ophaalbrug en wordt omringd door een Engelse tuin en houtsingels. Rond het borgterrein ligt een landgoed van ongeveer 2 hectare met onder andere een boomgaard met oude Groningse fruitrassen, waaronder Groninger Kroon en Zigeunerin.
Het huis is in gebruik als congrescentrum van de Rijksuniversiteit Groningen en kan op afspraak worden bezichtigd. Ook vormt het een trouwlocatie. Het landgoed rond de borg is opengesteld voor wandelaars. Er groeien in het voorjaar verschillende stinsenplanten. De ingang naar het borgterrein is voorzien van een in toegangshek dat in 1989 werd geplaatst. Het oude hek werd toen bij de kerk van Ezinge geplaatst.
Bij de borg behoorden vroeger drie boerderijen, die tot de verkoop van de borg in 1899 werden verhuurd aan meiers. Deze boerderijen bevinden zich aan noordwestzijde (bij de Reitdiepdijk), zuidwestzijde en zuidoostzijde van de borg en zijn sindsdien in particuliere handen. De Allersmaheerd aan de Allersmaweg 54 (een rijksmonument uit 1938) heeft echter geen directe relatie met de borg. Bij de borg behoorde vroeger ook een zomerhuisje op de Reitdiepdijk (53° 19′ 15″ NB, 6° 26′ 59″ OL), dat ergens tussen 1899 en 1901 is afgebroken.

## Het gebouw

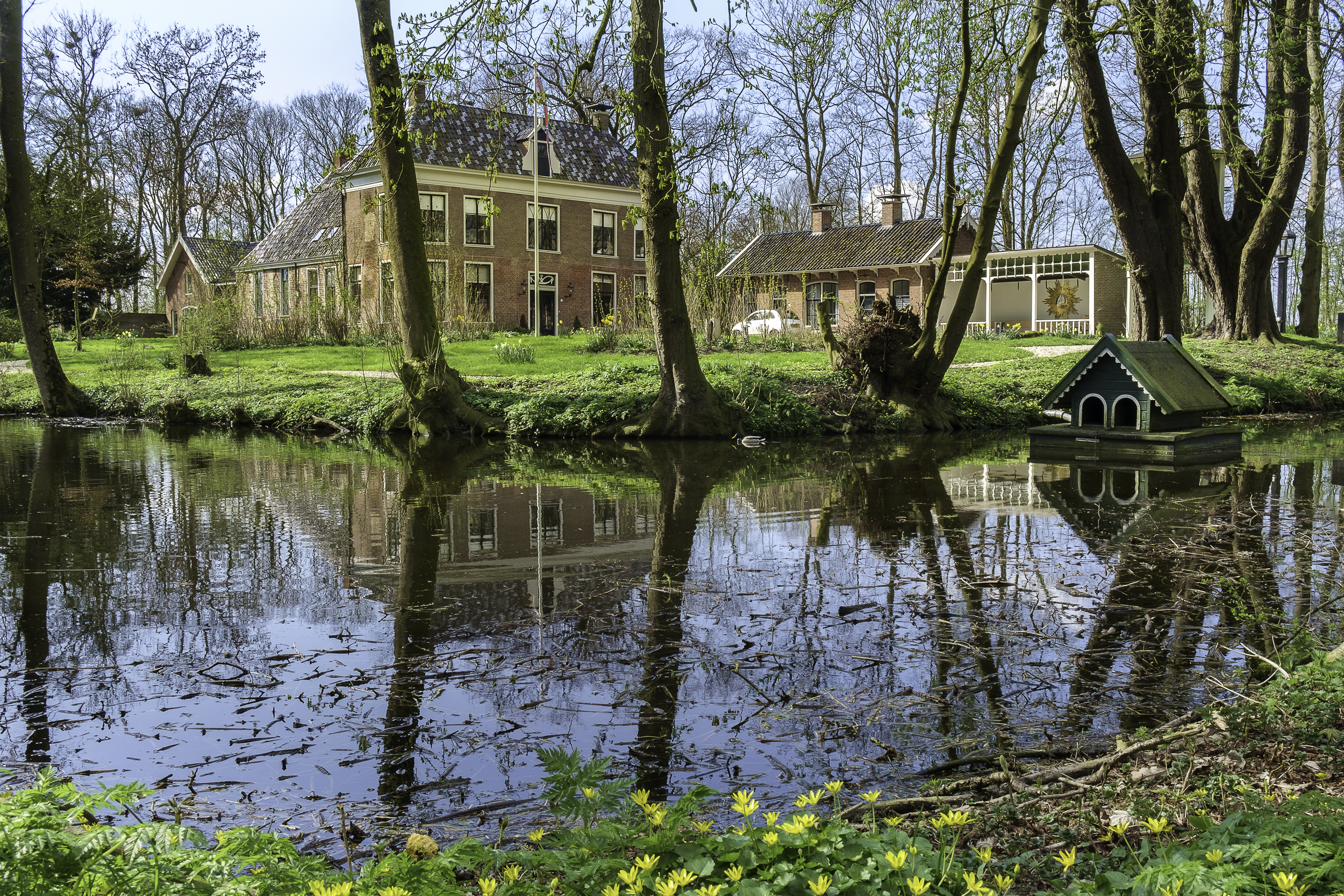
De Allersmaborg gezien over de gracht

Het huis bestaat uit drie vleugels. De zuidvleugel is het oudste gedeelte van de borg en is deels onderkelderd. De noordvleugel stamt uit de 16e eeuw, terwijl de oostvleugel uit begin 18e eeuw stamt, waarop iets na 1817 een bel-etage werd geplaatst. Aan voorzijde heeft de borg een symmetrische uitstraling. Intern bestaat de borg uit een achterhuis en een voorhuis. Het in oorsprong mogelijk 14e- of 15e-eeuwse achterhuis wordt gedekt door een 17e-eeuwse kap, bestaande uit eiken bokspanten met gebogen voet. Bij het begin-18e-eeuwse voorhuis werden ook stenen gebruikt van ouder muurwerk. Dit is te zien aan de grotere en oudere bakstenen in het muurwerk langs de gracht, die tot een hoogte van 4,8 meter zichtbaar zijn. Het voorhuis is verdeeld in de notariskamer, de rode, blauwe en gele kamer, de opkamer en de keuken. Achter de ingang bevindt zich een 18e-eeuwse wandbetimmering met wandfonteintje, die uniek is in Nederland. In het achterhuis bevinden zich het koetshuis (met de vroegere stallen) en twee slaapzalen. Deze indeling is tot stand gekomen bij de laatste verbouwing van 2005. Bij deze verbouwing werden de kamers in 19e-eeuwse stijl ingericht, met gebruikmaking van meubelen uit de collectie van het Groninger Museum, waaronder meubelen die vroeger toebehoorden aan de familie De Marees Van Swinderen, die de borg bewoonde in de 19e eeuw.
Rechtsvoor de borg staat het klerkenhuis uit 1853, destijds gebouwd voor de klerk van notaris Van Swinderen. Dit gebouw deed lange tijd dienst als tentoonstellingsruimte, maar heeft bij de verbouwing van 2005 een keuken en badkamer gekregen, zodat het geheel apart kan worden gebruikt als tijdelijke woonruimte. Voor het klerkenhuis staat een duiventil uit 1977, die een replica is van de vroegere 18e-eeuwse duiventil in haar 19e-eeuwse gedaante.

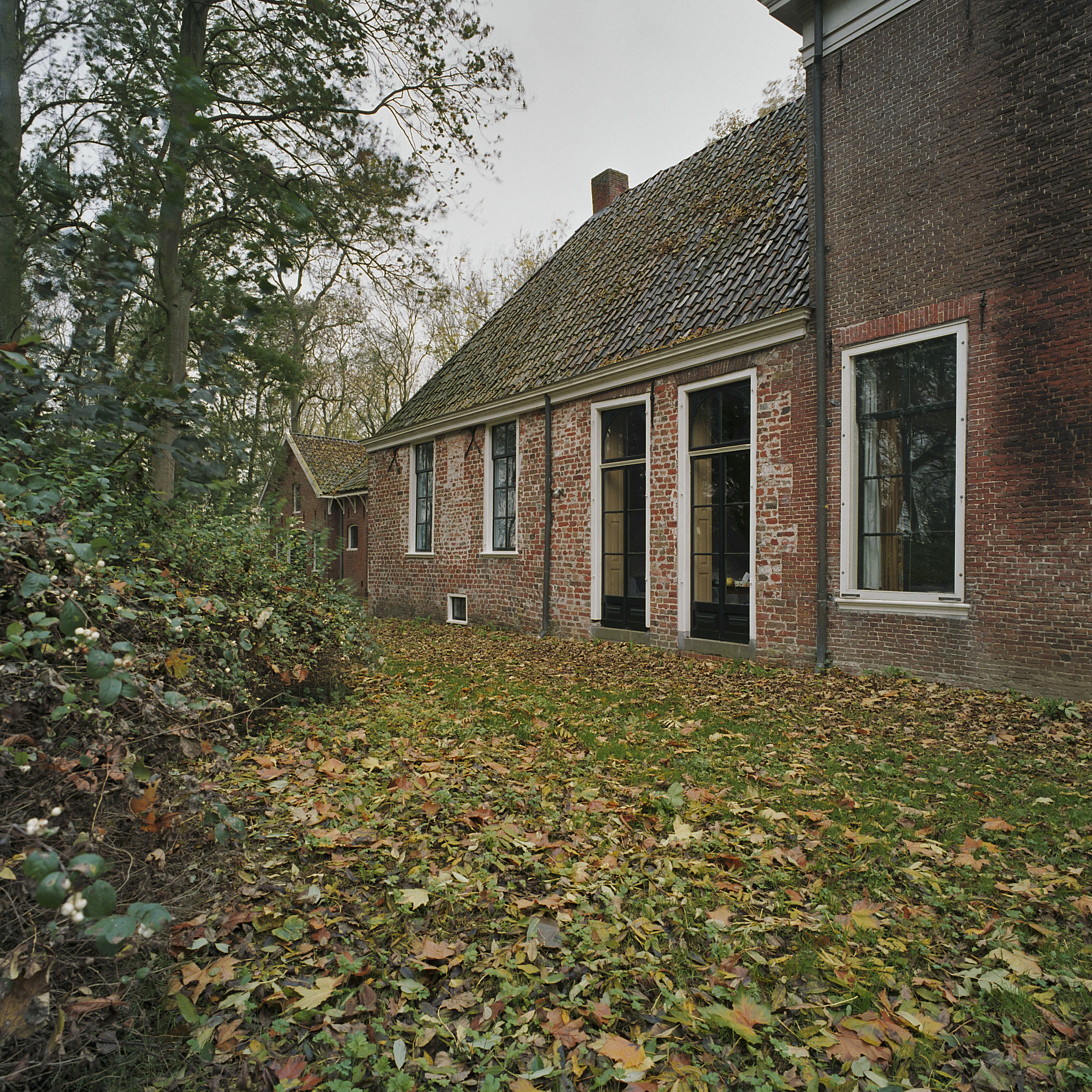
Buitenzijde achterhuis
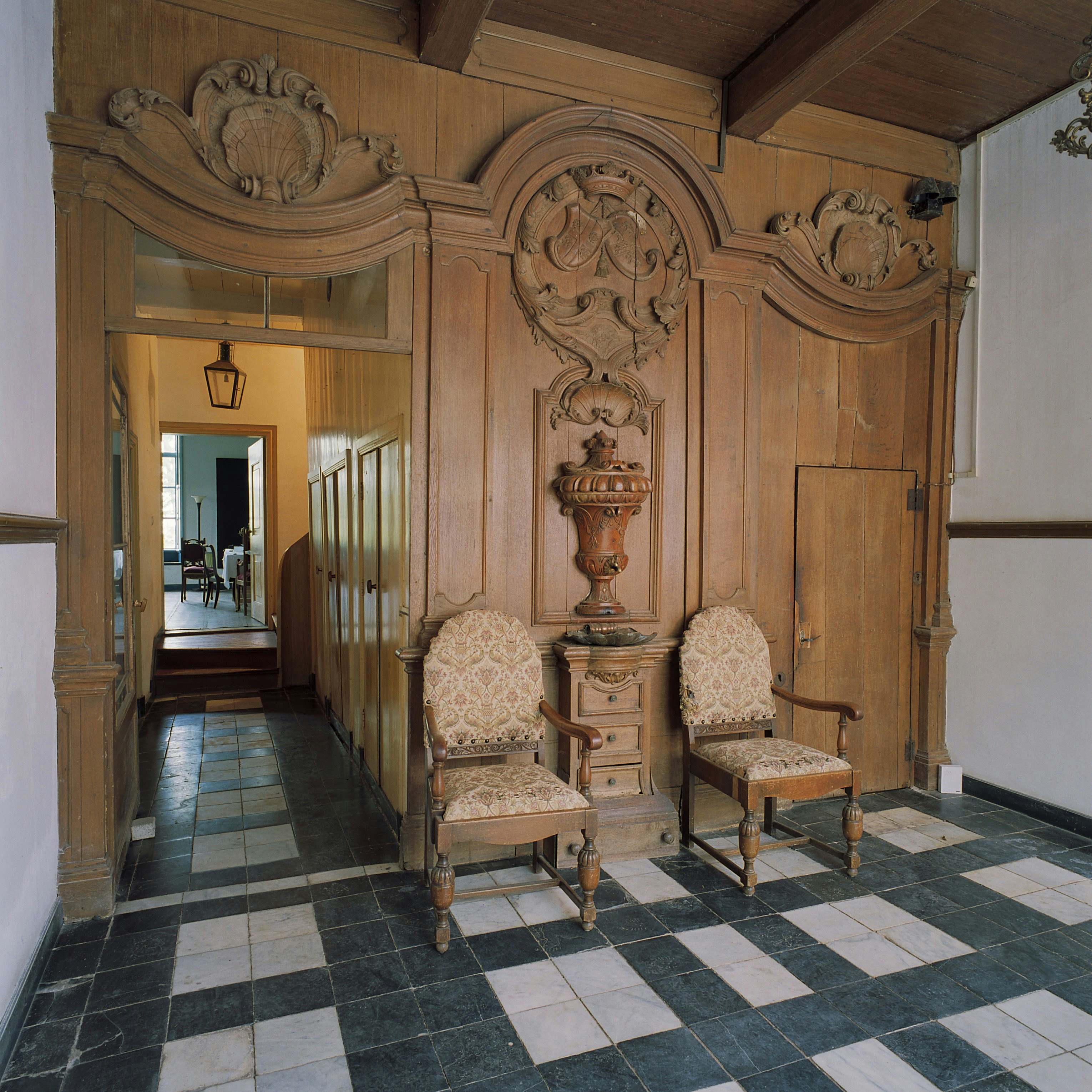
Vestibule met wandbetimmering in Louis XIV stijl met in het midden het wandfonteintje
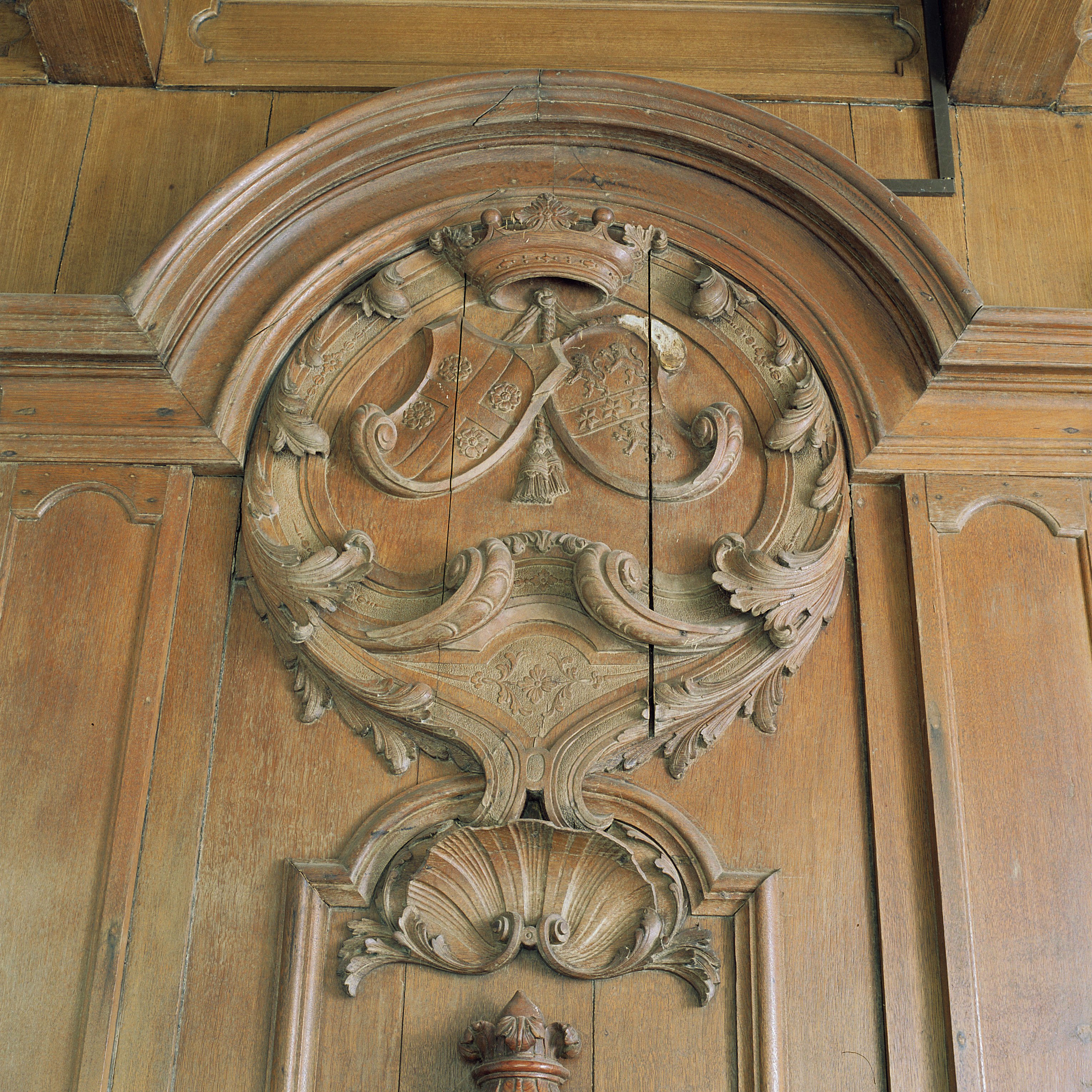
Detail van de alliantiewapens van Reneke Busch de Marees en Anna van Gessler in de wandbetimmering
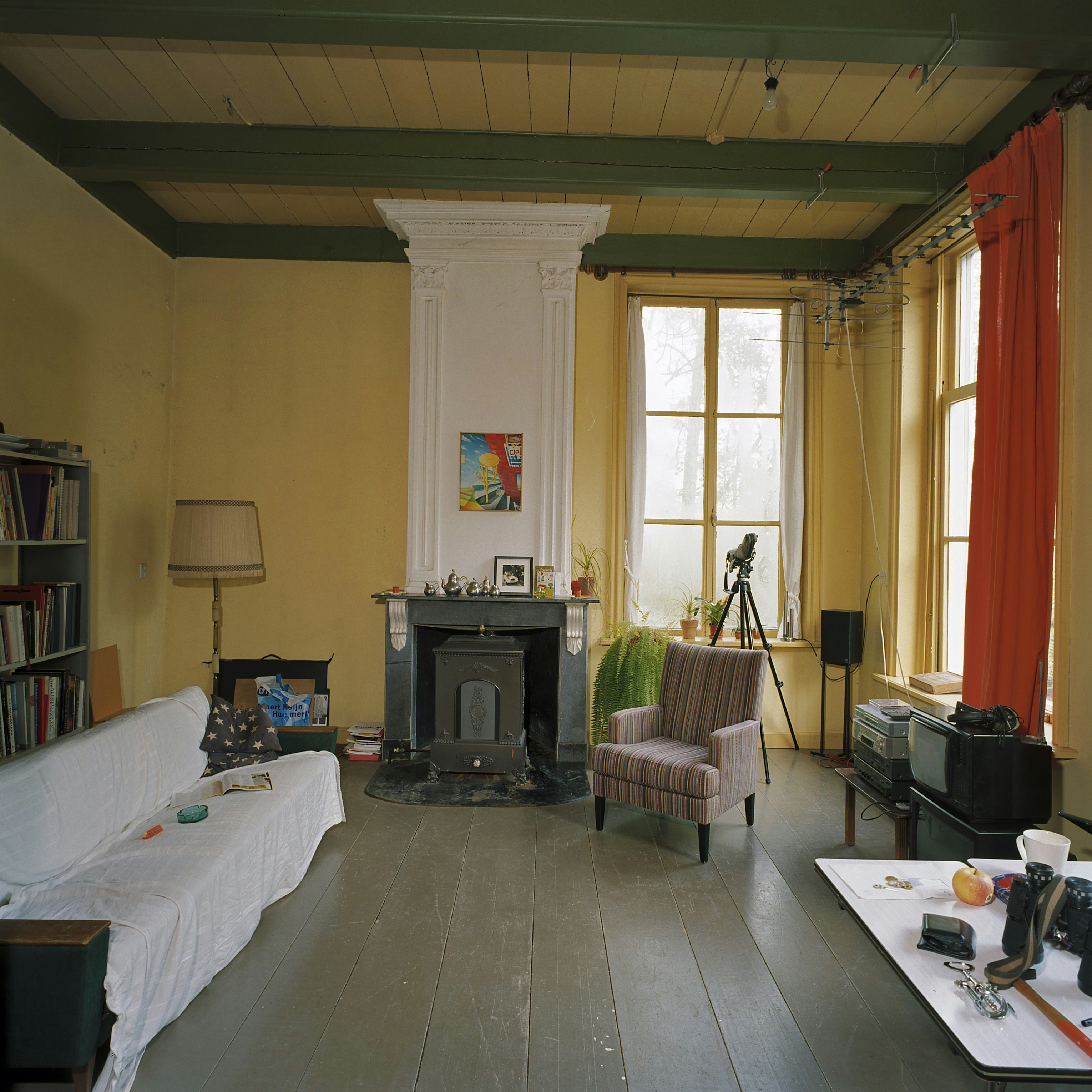
Gele kamer met schouw
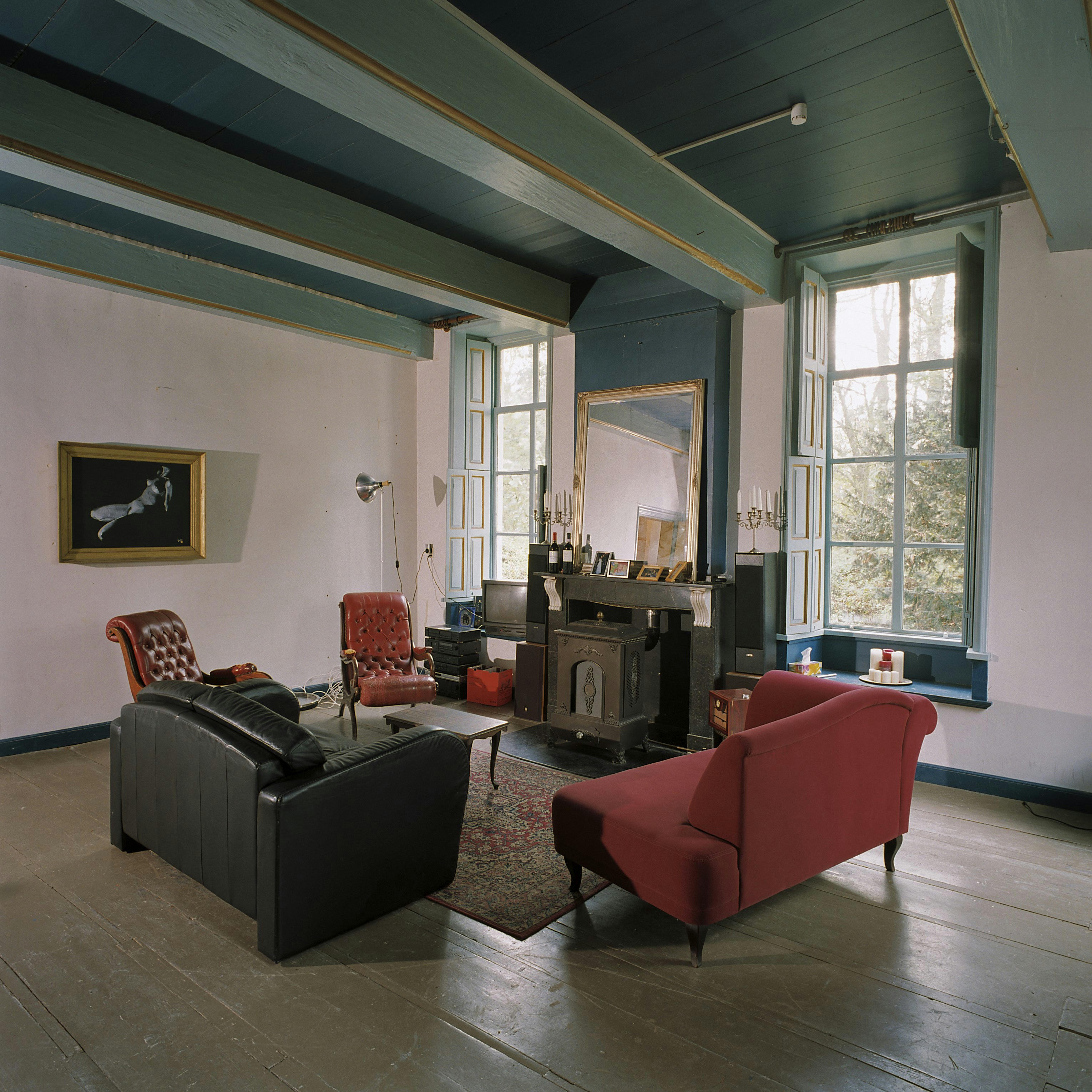
Groene kamer
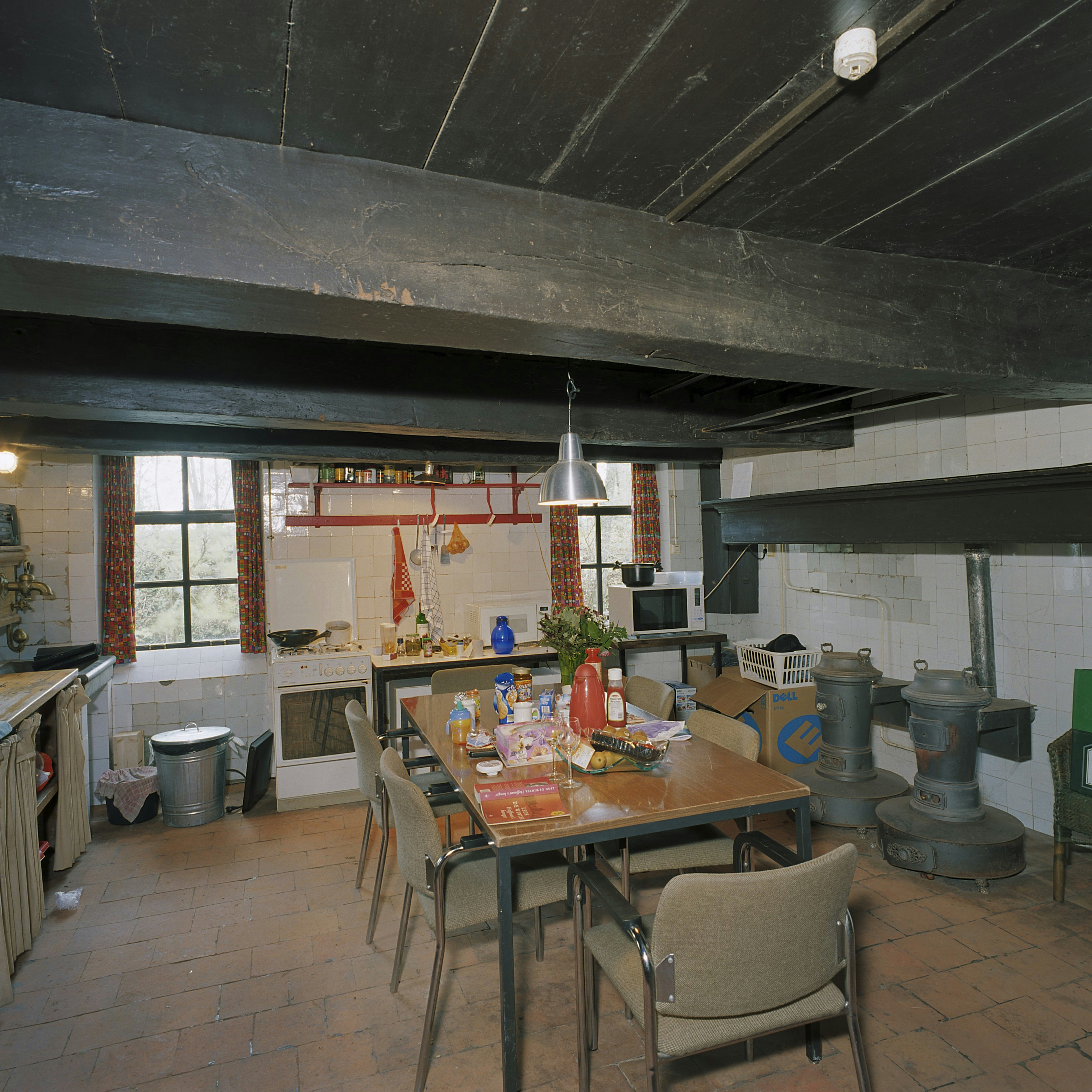
Kelder met potkachels
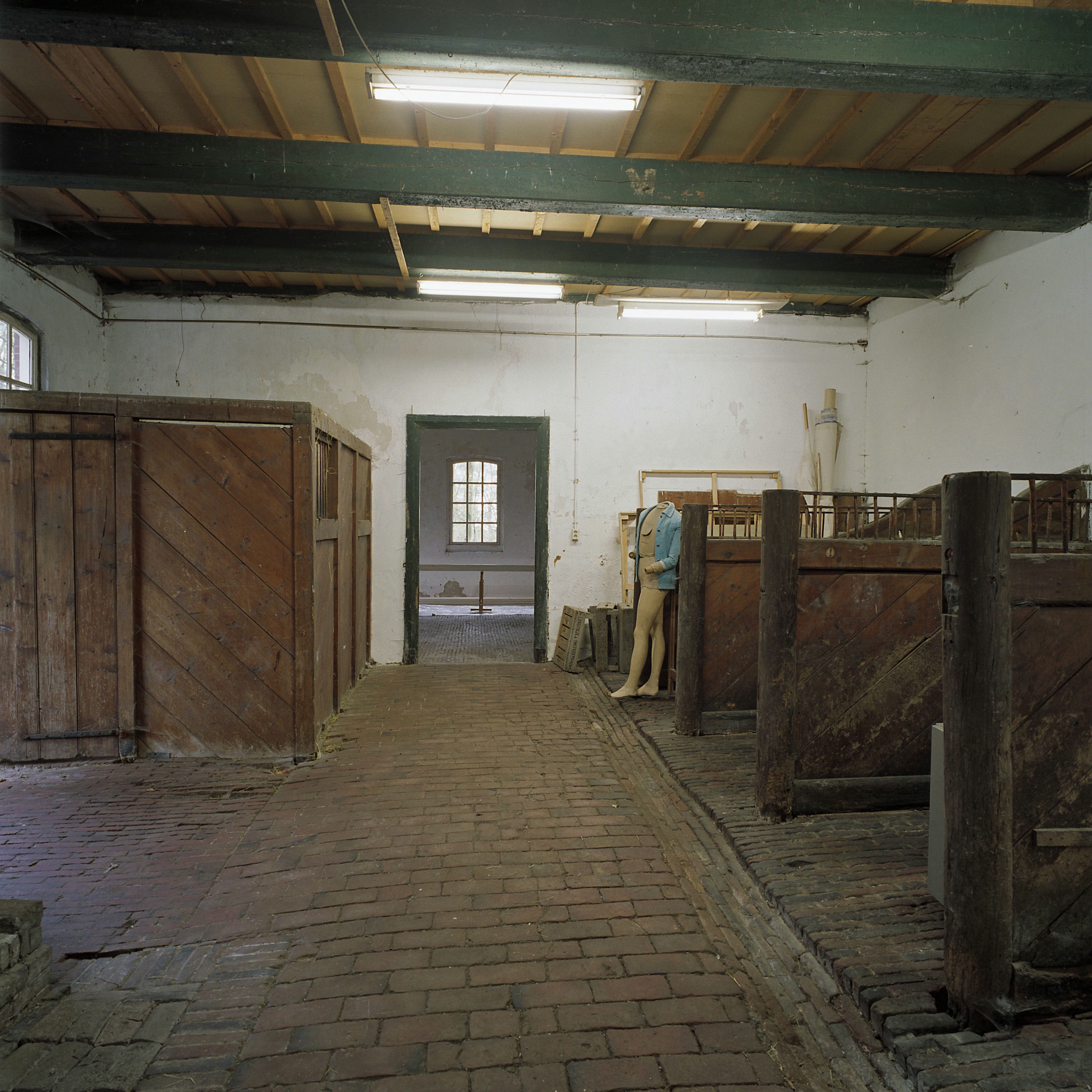
Paardenboxen in het koetshuis

## Geschiedenis

### Familie Allersma
De Allersmaborg ontstond vermoedelijk ergens tussen 1200 en 1400 als een boerderij op een kwelderwal naast het Reitdiep, maar de precieze datering is onbekend. Tijdens een restauratie in de jaren 1970 werd een oude muur aangetroffen onder de fundering van een muur van kloostermoppen (8.5 × 14 × 28,3 cm), die zo diep ging dat de restaurateurs op den duur besloten te stoppen met graven. Het oudste deel van het steenhuis dat voorafging aan de huidige borg is het achterhuis waarvan delen van de kelder mogelijk nog dateren uit de 13e of 14e eeuw, maar mogelijk ook uit de 15e eeuw. De stenen in de muur vertonen sporen van hergebruik, wat exacte datering niet mogelijk maakt. In de loop der tijd groeide het huis uit tot een edele heerd. De bewoner diende waarschijnlijk toezicht te houden op een zijl in de later dichtgeslibde Middagsterriet of Feerwerdertocht, een benedenloop van het watersysteem van het Eelder- en Peizerdiep. Rond 1400 werd ter vervanging van de Middagsterriet het Aduarderdiep gegraven en de Aduarderzijl aangelegd.
De familie Allersma (vernoemd naar een man met de naam Allard) komt voor het eerst voor in 1489 toen ene Duirt Allersma werd genoemd als zijlrechter van het Aduarderzijlvest. Hij trad daarna ook nog op, onder andere in 1504. Mogelijk liet hij de gebinten plaatsen boven het achterhuis, die afgaand op de telmerken dateren van rond 1500. Zijn nazaat Sirp Allersma werd genoemd tussen 1525 en 1552. Zijn grafsteen in de kerk van Ezinge vermeldt als overlijdensjaar 1553. Tot de heerd behoorden bij de boedelscheiding na zijn dood 222,5 grazen land (ruim 110 hectare), waarmee het een zeer grote boerderij was voor die tijd. Deze akte is tevens de eerst vermelding van de Allersmaheerd. Zijn zonen Cornelis en Duurt Allersma verkregen de heerd. Cornelis trouwde met Meyt Froma, maar overleed zonder kinderen na te laten in 1556, waarop Duurt Allersma de eigenaar en bewoner van de heerd werd. Hij trouwde met Abele to Nansum, maar ook dit huwelijk bleef kinderloos. Zowel de Froma's als de to Nansum's waren adellijke geslachten. Omdat Duurt geen kinderen naliet, zou de borg uiteindelijk in handen komen van de niet-adellijke boerenfamilie Elema, waardoor de borg nooit in handen kwam van een adellijk geslacht en de eigenaren zich geen jonkers mochten noemen. Ergens in de 16e eeuw liet een van de Allersma's het steenhuis uitbreiden met een nieuwe vleugel, waardoor het geheel een L-vorm kreeg.

### Gijzeling van Anna Elema tijdens de Tachtigjarige Oorlog
Sirps dochter Anna (Sirps) Allersma trouwde ondertussen in 1544 met Rinke (Reneko Waelckos) Elema (1510-1583) van de Elemaheerd bij Uithuizen. Reneko was tijdens de Tachtigjarige Oorlog Staatsgezind, wat ertoe leidde dat de Elemaheerd werd geconfisqueerd door de Spaansgezinde stadhouder Rennenberg. Reneko vluchtte daarop naar Wolthusen in Oost-Friesland, terwijl Anna met haar zoon Sirp Elema (20) en dochter Tjalde Elema (18) vluchtte naar haar broer op de Allersmaborg. Waarschijnlijk omdat Reneko Elema in 1581 samen met Wigbolt van Ewsum een leidende rol speelde bij de kidnapping van de Spaansgezinde procureur Cornelis Kempis door de watergeuzen in Appingedam, liet Rennenberg hen echter in 1581 door Spaanse soldaten arresteren en gijzelde hen vervolgens gedurende vijf weken op 'het slot te Middelstum' met de eis "dat Anna Ellema niet solde und konde lossgeven worden, voerdat M. Cornelis Kempis durch Elema gelaxiert und vrijgeven worde". Elema was hierdoor gedwongen om ervoor te zorgen dat Kempis werd vrijgelaten. Deze vrijlating werd in 1922 feestelijk herdacht met een historische optocht vanuit Ezinge, waarbij de vrijlating werd nagespeeld. Sirp Elema behoorde in 1581 net als zijn vader tot de 186 Ommelander edelen die Filips II als vorst afzwoeren. Hij zat in 1584 nogmaals korte tijd gevangen.

### Familie Elema
Duurt Allersma liet bij zijn dood in 1588 geen mannelijke nakomelingen na, waarmee het geslacht Allersma uitstierf. Hij legateerde 50 grazen land van de Allersmaheerd aan zijn neef Sirp Elema, die in het jaar van zijn dood in Lutke Saaxum getrouwd was met weduwe Jantien Abels. Sirp verkreeg vervolgens ook de Allersmaheerd, maar onbekend is wanneer, al moet het vóór de reductie van 1594 geweest zijn. Mogelijk was dit na de dood van zijn moeder in 1592. Hij woonde echter nog in 1598 in Lutke Saaxum. Onder het nieuwe Staatse bewind wist Sirp op te klimmen tot gedeputeerde van de Ommelanden. In 1605 was hij lid van de Provinciale Synode. In 1605 overleed zijn vrouw, waarop hij in 1606 terugkeerde naar de Allersmaheerd. In 1610 trad hij opnieuw in het huwelijk, namelijk met Hillegund Swalve uit Leeuwarden. Hij bezat toen de Allersmaheerd met 104 grazen en de eveneens onder Ezinge gelegen (en door een meier bewoonde) Hummersmaheerd met ongeveer 45 grazen en de Elemaheerd met 50 grazen. Swalve bracht onder andere de zogenoemde Luursemaheerd onder Feerwerd met 70 grazen in. Uit de huwelijksovereenkomst lijkt naar voren te komen dat Allersmaheerd destijds werd verbouwd. Vermoedelijk werd toen aan noordzijde een nieuwe vleugel gebouwd aan het steenhuis. Sirp was vooruitstrevend voor zijn tijd. Zo verrichtte hij agrarische proeven en probeerde hij druiven te kweken op Allersma.
Na de dood van Sirp in 1625, waren zijn kinderen uit zijn tweede huwelijk nog minderjarig. Zijn zoon Duirt Elema trouwde in 1639 met Meeuwertien Fockens. Na zijn huwelijk verkreeg hij in de loop der tijd door het uitkopen van de andere erfgenamen Allersma volledig in eigendom. Hij was onder andere erfschepper van Ezinge en Hardeweer en medegecommitteerde van de admiraliteit tot Harlingen en medegecommitteerde van de Raad der Ommelanden. Hij was het die de heerd rond 1650 liet verbouwen tot een landhuis met singels, een gracht met een ophaalbrug en een duiventil; een heerlijk recht. Aan het achterhuis liet hij aan noordzijde een aanbouw maken van een bouwlaag. Mogelijk liet hij toen ook het 17e-eeuwse dak op het achterhuis plaatsen. Duirt bezat ook twee huizen in de Turftorenstraat in de stad Groningen. Hij was hoofdeling, maar geen jonker. Toch begon men het vanaf die tijd aan te duiden als borg. Duirt trouwde drie maal, maar al zijn negen kinderen overleden jong. In 1682 overleed hij en stierf het geslacht Elema van Allersma in mannelijke lijn uit.

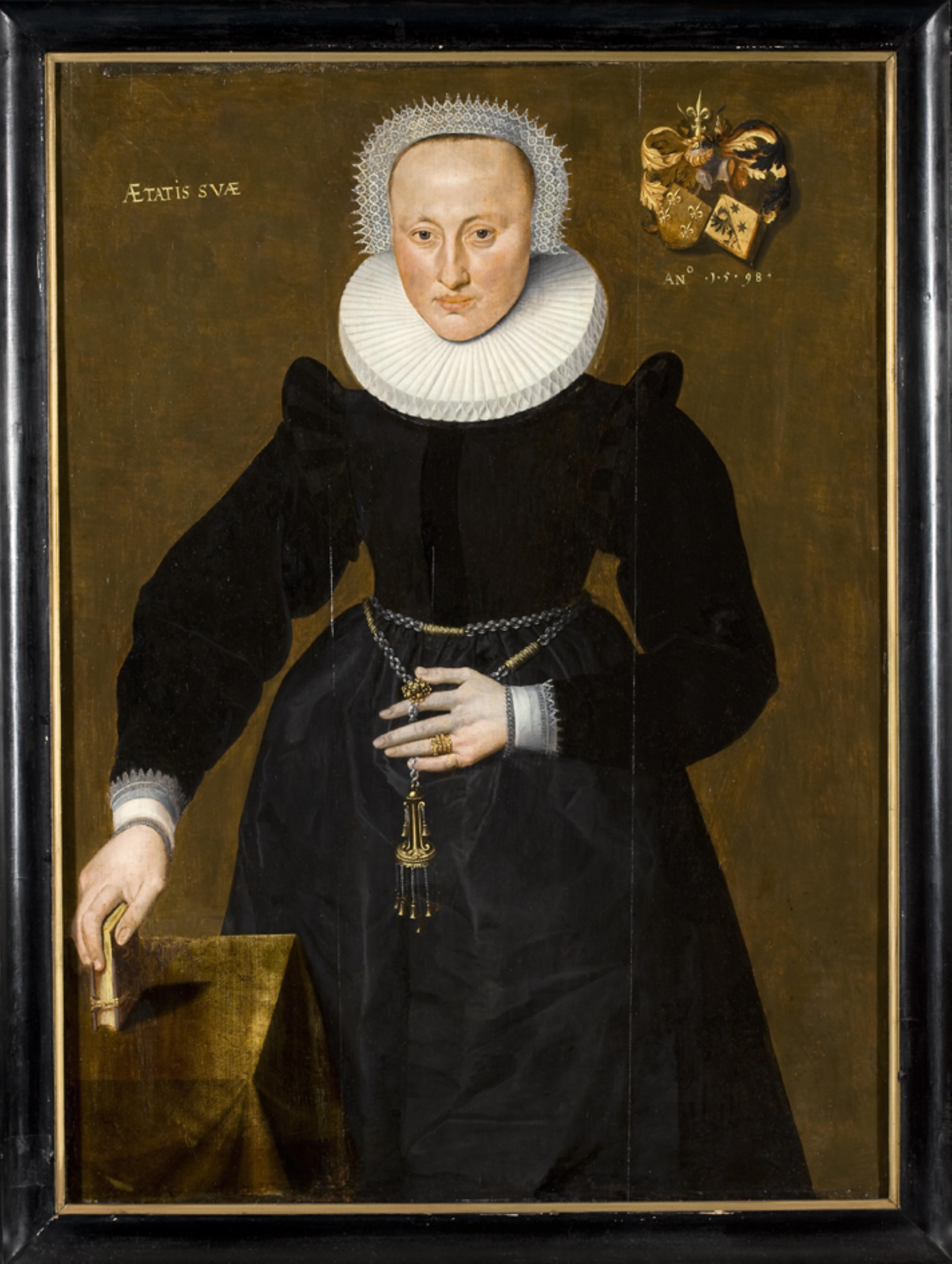
Anna Elema (onbekende schilder 1598)
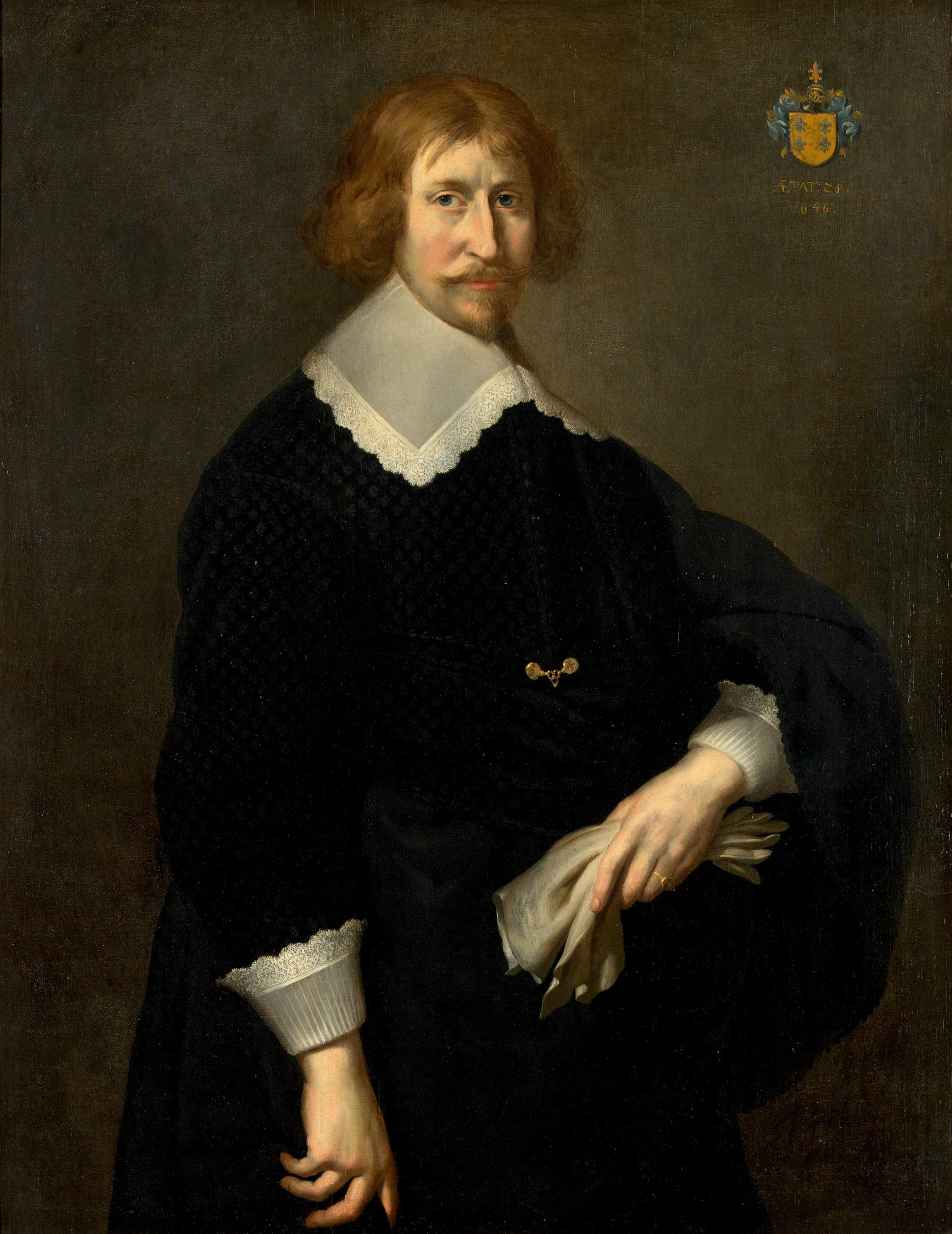
Duirt Sirps Elema (Jan Jansz. de Stomme, 1646), pendant met zijn vrouw
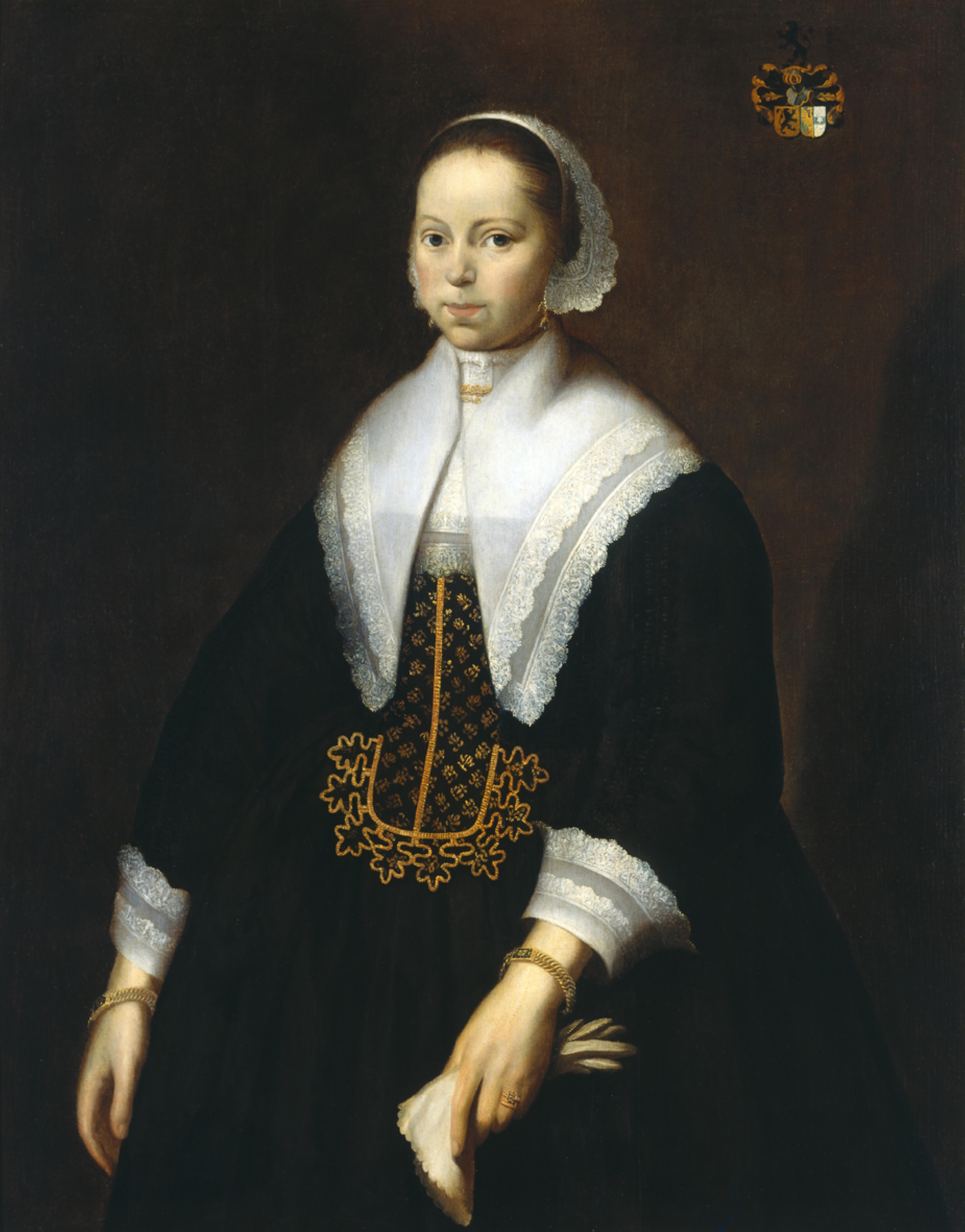
Meenwertien Fockens, vrouw van Duirt Sirps Elema (Jan Jansz. de Stomme, 1645)

### Families Busch, De Marees en Van Swinderen

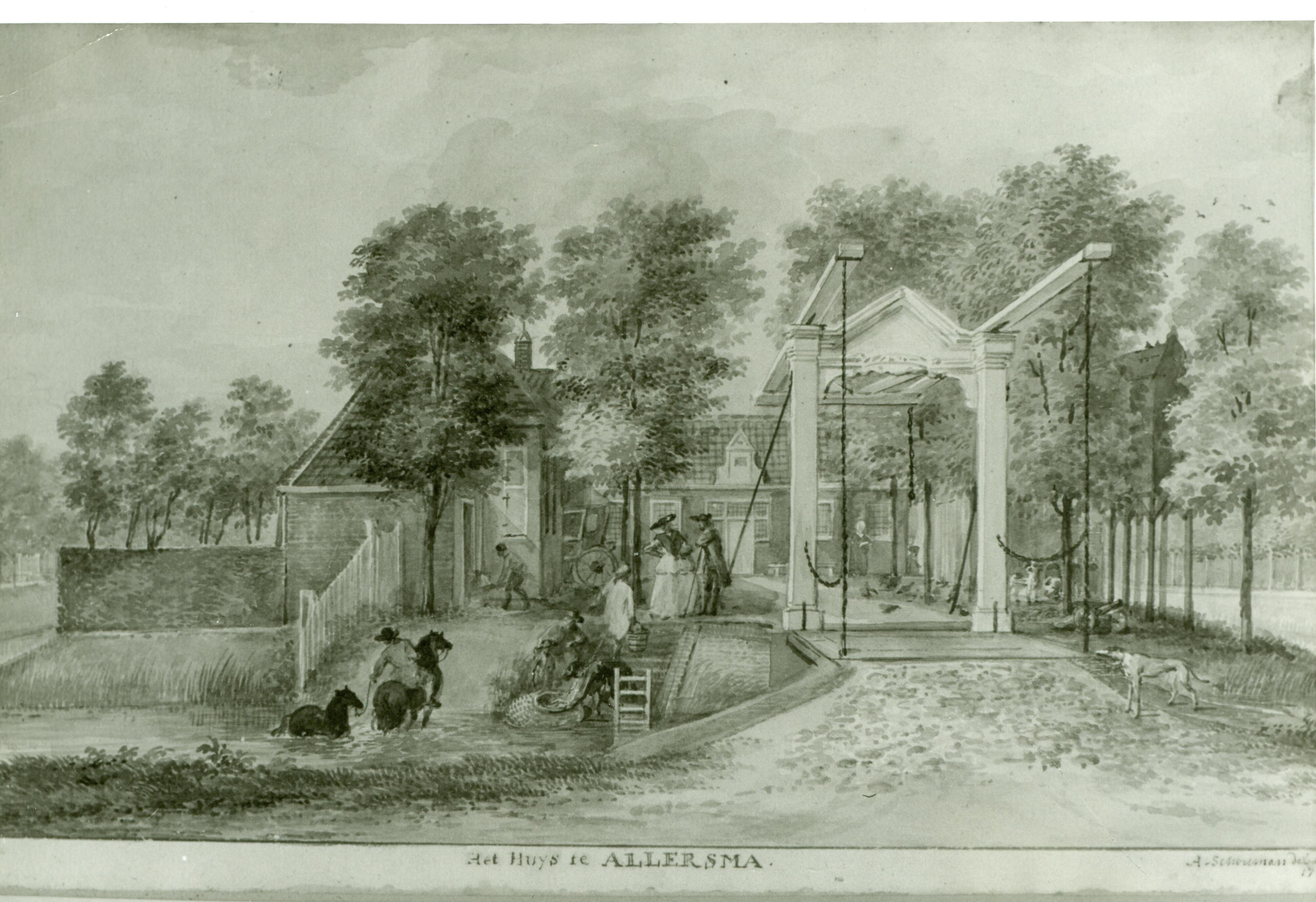
Het Huys te Allersma (aquarel van Aart Schouman, 1772). Linksvoor het in de 19e eeuw afgebroken schathuis. Rechtsvoor de duiventil met haar 18e-eeuwse aanzicht. Voor de borg de kastanjeboom, die pas in 1979 werd gekapt.

Duirt had geen testament opgemaakt. Na de dood van Duirt werden Allersma en bijbehorende heerlijke rechten in 1683 daarom door de erfgenamen overgedragen aan Reneke Busch. Deze was een achterkleinzoon van hugenoot Hubert du Bois, die na de Bartholomeusnacht in 1572 vanuit Nancy naar de Nederlanden was gevlucht. Zijn grootvader was door zijn huwelijk met Cornelisje Elema (de zus van Sirp) aangetrouwde familie. Busch was raadsheer in Groningen en tussen 1686 en zijn dood in 1710 ook diverse malen burgemeester van Groningen. Hij liet begin 18e eeuw een nieuw voorhuis bouwen voor de borg. In het huis werd toen ook een luidklokje voor het personeel geplaatst dat in de Tweede Wereldoorlog voor de Duitsers werd verstopt in de tuin en vervolgens pas in 1965 weer gebarsten werd teruggevonden bij tuinwerkzaamheden.
Zijn enig kind, dochter Johanna Busch, erfde na zijn dood Allersma, dat toen bestond uit ongeveer 122,5 grazen land en omvatte tevens verschillende heerlijke rechten, waaronder de staande schepperij van Ezinge en Hardeweer, 12 van de 18 ommegangen in een klauw binnen de grietenij van Ezinge, 3 van de 13 ommegangen in de klauw van Hardeweer, 3 ommegangen in de grietenij en schepperij van Feerwerd en enkele collatierechten. Johanna was bij de dood van haar vader al weduwe van Johan de Marees, een hugenoot die uit de Zuidelijke Nederlanden gevlucht was. Zij hertrouwde met Johan Roberts. Na haar dood in 1729 werd haar zoon Reneke Busch de Marees eigenaar. Hij trouwde met Anna van Gessler. Zij lieten een fraai versierde herenbank met hun wapens plaatsen in de kerk van Ezinge. Ergens tussen 1740 en 1745 maakte beeldhouwer Cornelis Kooystra in opdracht van hen een wandbetimmering in Lodewijk XIV-stijl in de vestibule tegenover de hoofdingang van de borg met hun alliantiewapenss en een fonteintje. Reneke liet in het tweede kwart van de 18e eeuw (mogelijk tegelijkertijd) aan oostzijde van de borg een voorhuis van een woonlaag bouwen. Ook bouwde hij een nieuw schathuis links voor de borg en een nieuwe duiventil.
Reneke was net als zijn vader burgemeester van Groningen en had voor Groningen zitting in de Edele Mogende Heeren Gecommitteerde Raaden van de Admiraliteit van Amsterdam. Ook was hij bewindhebber van de Kamer van de WIC in Groningen en van 1666 tot 1679 secretaris van de curatoren van de Groningse hogeschool. Na zijn dood in 1763 erfde hun enige dochter Johanna de Marees (1736-1766) Allersma. Zij was getrouwd met Albert Hendrik van Swinderen (1732-1802), die eveneens raadsheer en burgemeester van Groningen was. Johanna overleed reeds in 1766 nadat zij van de trap viel, half verlamd werd en vervolgens na in coma te zijn geraakt overleed. Zij had uitdrukkelijk te kennen gegeven te willen worden begraven op het landgoed en niet in de kerk van Ezinge. Haar graf wordt vermoed tegenover de ophaalbrug.
In 1802 overleed ook Van Swinderen en kreeg zijn zoon Reneke de Marees van Swinderen Allersma. Hij verkreeg in 1817 van koning Willem I het predicaat jonkheer. Kort daarna liet hij het voorhuis voorzien van een verdieping, waarbij het geheel een neoclassicistische uitstraling kreeg. Mogelijk werd toen ook de duiventil opnieuw opgetrokken in neogotische stijl.
Na zijn overlijden in 1848 erfde zijn oudste kleinzoon jonkheer meester Reneke Meinard Adriaan de Marees van Swinderen de borg. Hij was naast kantonrechter bij het Kantongerecht Zuidhorn en lid van Gedeputeerde Staten van Groningen vanaf 1853 ook de eerste notaris van Ezinge. Voor zijn functie als notaris liet hij in 1853 tussen het huis en de duiventil het klerkenhuis bouwen. Hier tegenaan liet hij een kas bouwen voor zijn druiven. Tevens liet hij een nieuw koetshuis met paardenstal bouwen aan achterzijde van de borg. Vermoedelijk werd toen ook het oude schathuis linksvoor de borg afgebroken, dat op een plattegrond uit 1822 nog zichtbaar is. Als notaris kwam hij in tegenstelling tot zijn voorgangers, die toch vooral in de stad verbleven, veel meer in aanraking met de Ezinger bevolking. 's Winters woonde hij in zijn fraaie huis aan noordzijde van de Grote Markt in Groningen, maar de rest van het jaar verbleef hij op de Allersmaborg, waarvan hij de tuin in Engelse landschapsstijl liet aanleggen. Hij betekende veel voor het verenigingsleven in Ezinge, waar hij onder andere optrad als gastspreker op vergaderingen van de lokale vereniging van 't Nut en beschermheer was van het muziekgezelschap De Eendracht. Dit muziekgezelschap gaf hiervoor jaarlijks een concert op de borg, waar veel mensen vanuit de omtrek (vanaf Uithuizen tot Groningen) op af kwamen. Dit ging vergezeld van een kermis op de borg. Volgens Johan Adriaan Feith, die hem goed kende, had hij in de vestibule twee kleine bronzen scheepskanonnetjes die werden gebruikt om gasten die zich versliepen met een kanonschot wakker te doen schrikken. Deze kanonnetjes werden soms naar het zomerhuisje op de dijk gesleept om daar vrienden en kennissen te salueren die per stoomboot over de Reitdiep naar de badplaats Schiermonnikoog voeren.
Reneke was getrouwd met Pompeja Anna Frederica Siertsema en kreeg twee kinderen; een dochter met de naam Agnes Maria die jong overleed en een zoon die hij net als hem de naam Reneke Meinard Adriaan (René) gaf. Met deze zoon, die ging werken als hogeschoolrijder in het circus, kreeg hij ruzie over zijn verkwistende levensstijl, waardoor deze geruïneerd raakte. Zijn vader wilde hem daarop geen geld meer geven, waarop zoonlief naar Frankrijk toogde met het circus. Hij overleed aldaar vervolgens op 32-jarige leeftijd aan de gevolgen van een longziekte, waardoor vader Reneke kinderloos achterbleef. Ten slotte overleed ook zijn vrouw. De families De Marees en Van Swinderen waren ondertussen gebrouilleerd met elkaar geraakt. Reneke wist dat zijn neven en nichten uit beide families weinig aan de borg gelegen was en gaf daarom vervolgens zijn porseleinverzameling en enkele schilderijen van zijn voorouders aan het Groninger Museum om te voorkomen dat deze na zijn dood naar elders zouden verdwijnen. In 1899 overleed hij: volgens zijn overlijdensadvertentie in zijn slaap, maar volgens de overlevering hangend uit het raam van zijn slaapkamer als gevolg van een astma-aanval. Omdat zijn neven en nichten inderdaad geen belang bleken te hebben bij het geheel, lieten ze het huis leeghalen en zetten het voor het eerst in zijn geschiedenis te koop en wel op afbraak.

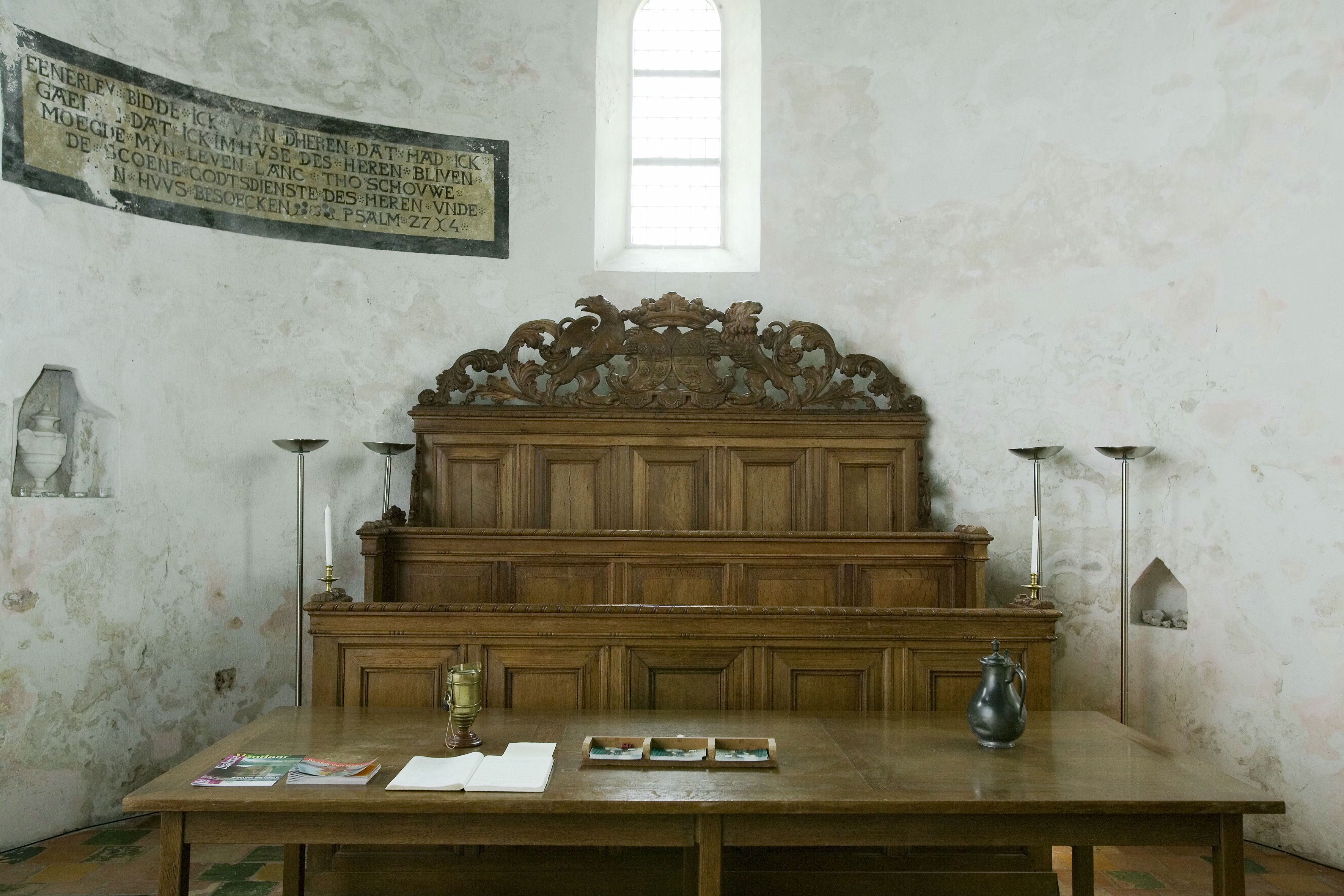
Herenbank met de wapens van Reneke Busch de Marees en Anna van Gessler in de kerk van Ezinge
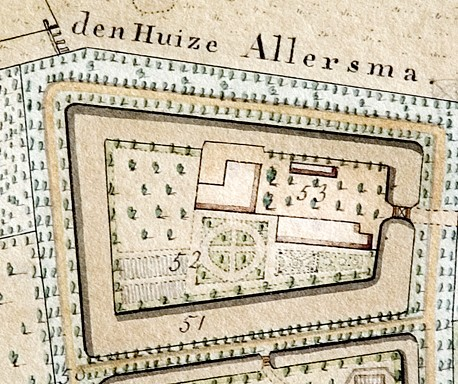
Het borgterrein op een kaart van de landerijen van Allersma van landmeter Andries van Apken uit 1822. De borg had toen nog haar oude tuin.
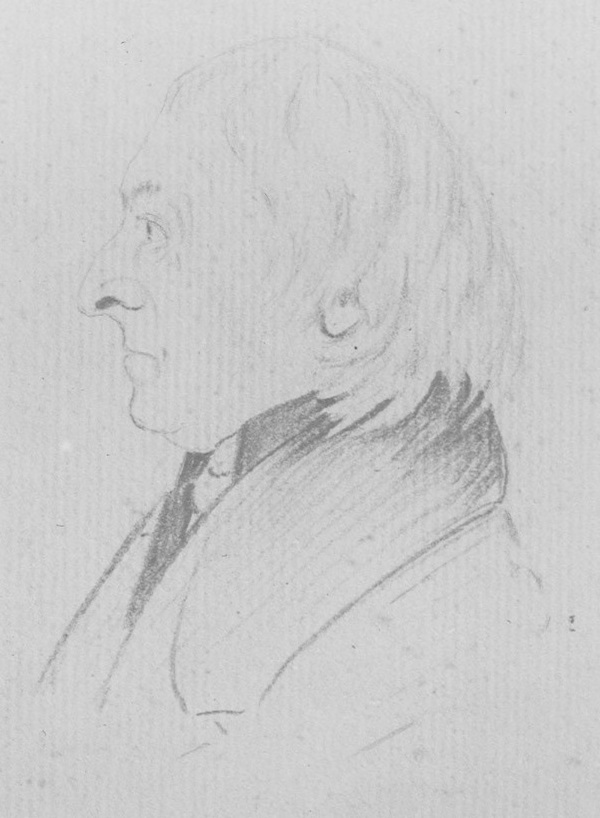
Pentekening van Reneke de Marees van Swinderen (1764-1848)
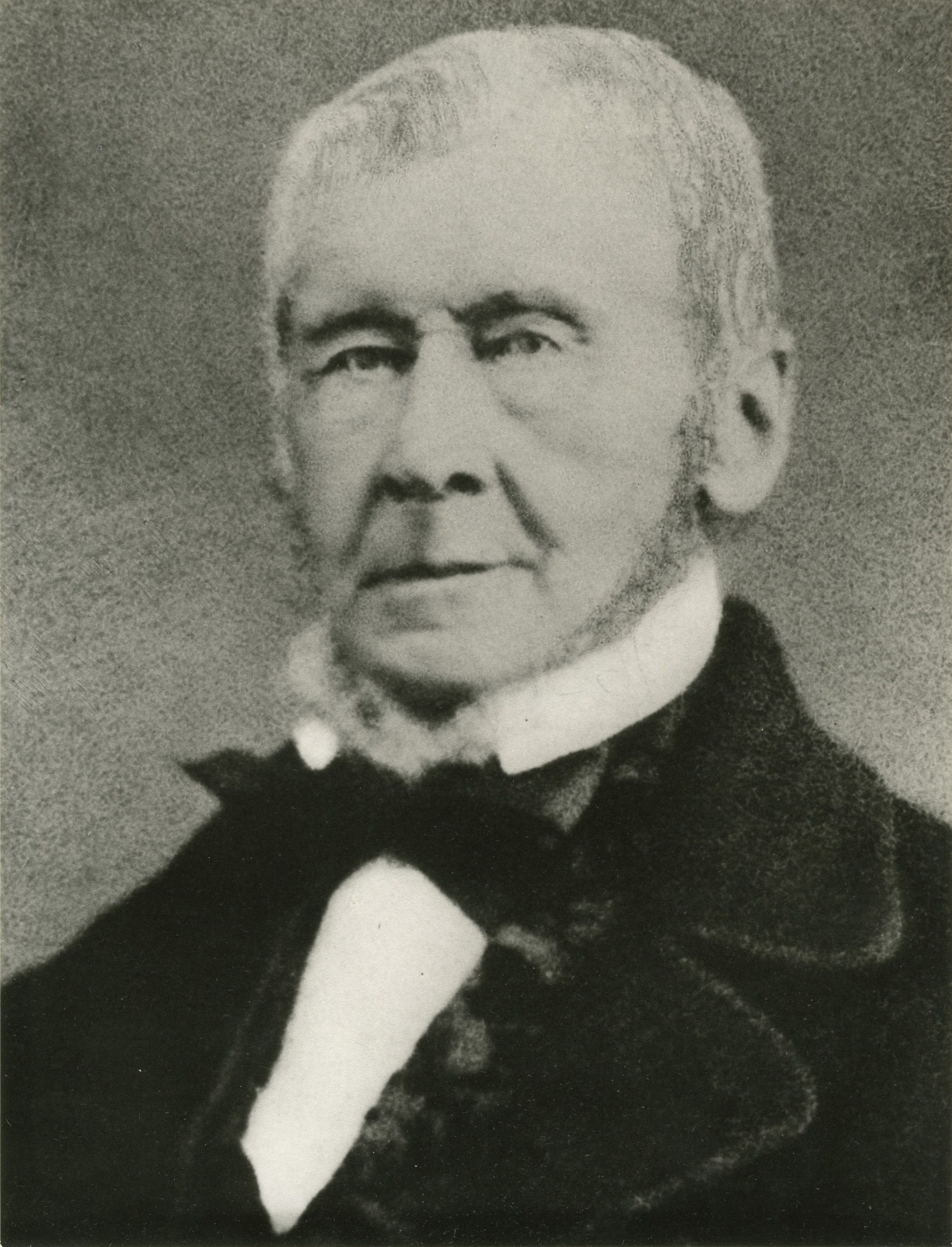
Reneke Meinard Adriaan de Marees van Swinderen, de laatste borgbewoner van de familie De Marees van Swinderen
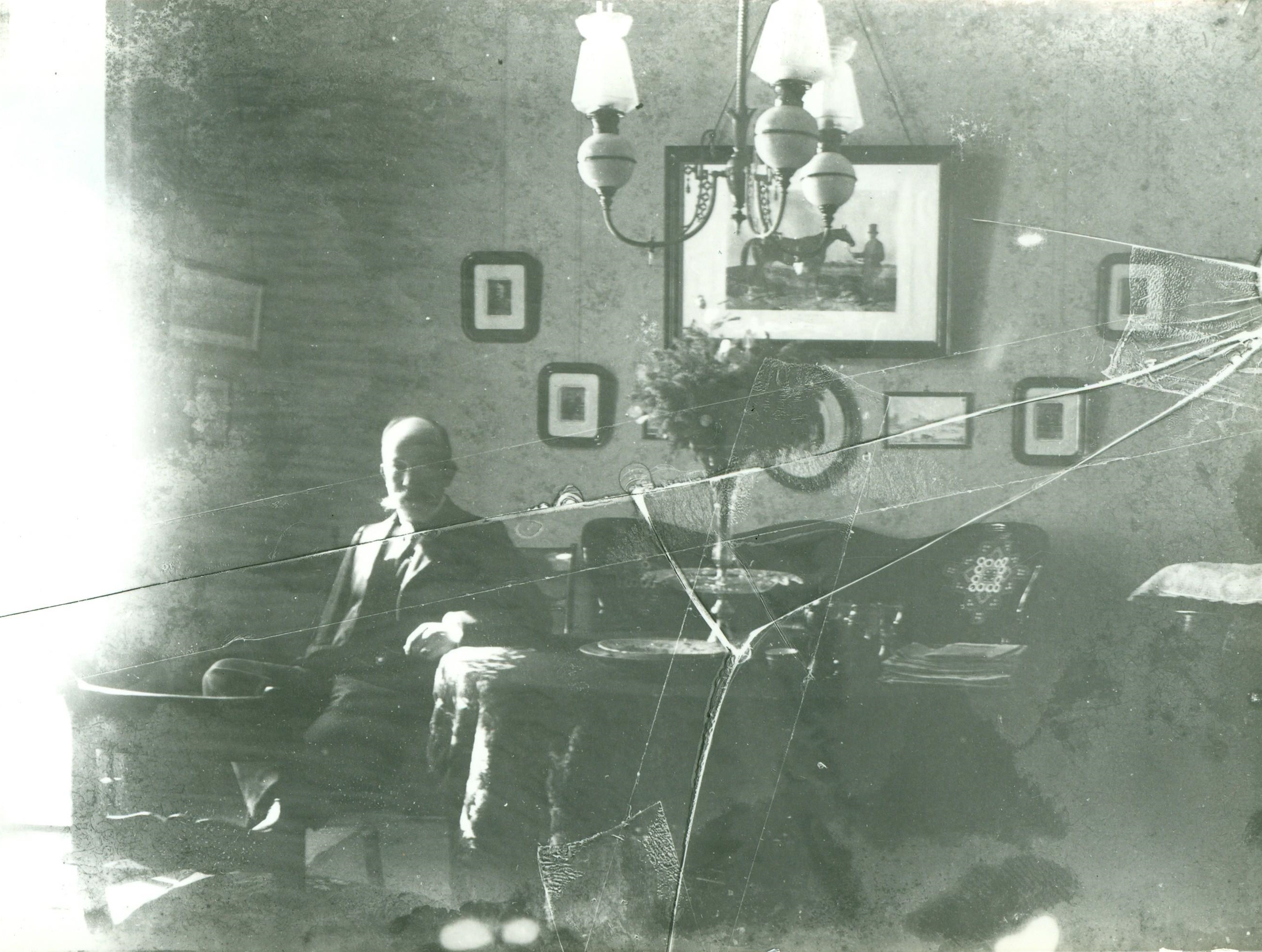
Neef Dirk Rudolph de Marees van Swinderen van Reneke na zijn dood in 1899 in de tweede suite van de Allersmaborg
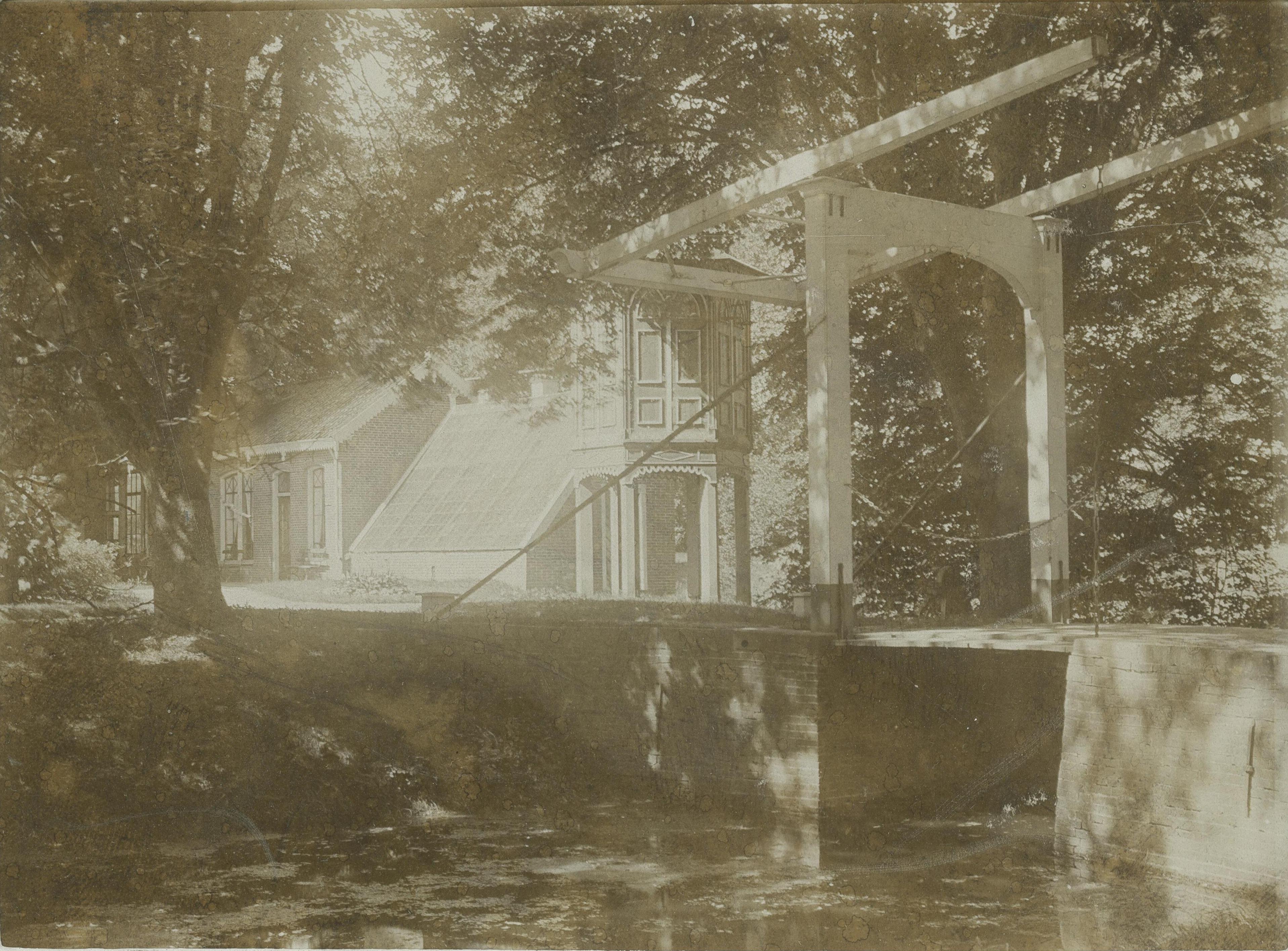
Allersmaborg met klapbrug, duiventil, druivenkas en klerkenhuis in 1899. De druivenkas werd in 1915 vervangen door een prieel.
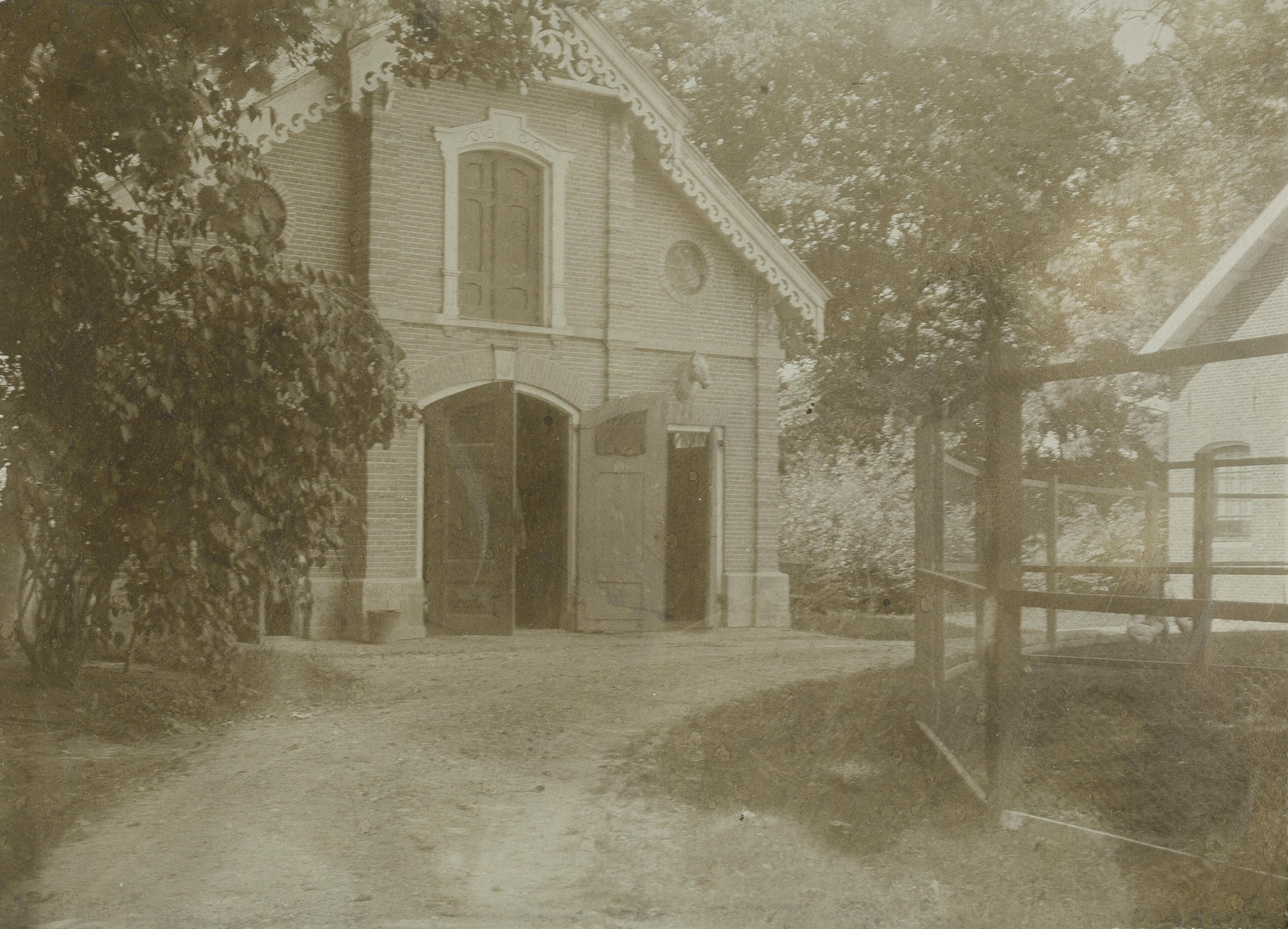
Het oude koetshuis in 1899 met rechts het uiteinde van het nieuwe koetshuis. Het oude koetshuis is later afgebroken.

### Sloop voorkomen en gebruik als notaris- en rentenierswoning
Het Groningse kalksteenbedrijf Switters en Terpstra kocht vervolgens de borg voor 7175 gulden met de bedoeling het geheel af te breken. Vervolgens liet zij het bos van Allersma bij de borg met eiken, iepen, essen en notenbomen kappen, brak het zomerhuisje op de dijk af en sloopte alvast de schouwen uit de borg. Rijksarchivaris Johan Adriaan Feith sprak in de Groninger volksalmanak van 1901 schande van de voorgenomen sloop van de Allersmaborg. Hij beschouwde de sloop van een van de weinige overgebleven landhuizen en het slechten van een van de zeldzame landgoederen van Groningen met haar singels, lanen, grachten en tuinen als verwerpelijk. Hij schreef het stuk nog in 1899 en sprak de verwachting uit dat nog vóór de twintigste eeuw het gebouw gesloopt zou zijn. In 1901 en later in 1960 ondernamen nazaten van de familie Oomen een vergeefse poging om de borg te kopen. Zij stellen dat Anna Oomen, geboren in 1884, een kind is van Johanna Everharda Oomen en Reneke Meinard Adriaan de Marees van Swinderen. Uiteindelijk was het echter Jan Willem Bolt, de opvolger van Reneke als notaris in Ezinge, die de sloop wist te voorkomen door het huis over te kopen van het sloopbedrijf om er vervolgens zelf te gaan wonen. In 1913 kocht zijn opvolger, notaris Hendrik van Veen de borg. Deze verkeerde toen in slechte staat. Een jaar eerder schreef historicus Johan Huizinga in de Groninger volksalmanak nog als een van de borgen die "op kommerlijke wijs" bestonden. Van Veen verving de druivenkas bij het klerkenhuis in 1915 door een prieel. In 1923 kocht de rentenierende Garnwerder landbouwer Olfert de Boer de borg en knapte huis en tuin weer op. In zijn tijd werd er jaarlijks tussen 1926 en 1937 in de zomer onder leiding van een dominee het Boschfeest gehouden, met christelijke muziekkorpsen en zangkoren. In 1939 onderhandelde hij met de vereniging Groninger Gemeenschap van Linthorst Homan om de borg over te nemen, maar mogelijk zorgde de Tweede Wereldoorlog ervoor dat het plan niet doorging. In 1942 maakte de Groningse 'kastelen-schilder' Anco Wigboldus een vogelvluchtperspectief van de borg, waarbij hij echter meer naar het roemrijke verleden tekende dan naar de actualiteit in 1942. Na het overlijden van De Boer in 1943 werd het huis gebruikt als dependance van het Rijksarchief in Groningen (huidige Groninger Archieven). In de oorlogsjaren deed de borg tevens dienst als onderduikadres. Het landgoed werd ondertussen gebruikt door dagjesmensen uit Groningen.

### Kunstenaarskolonie rond Annie Vriezen

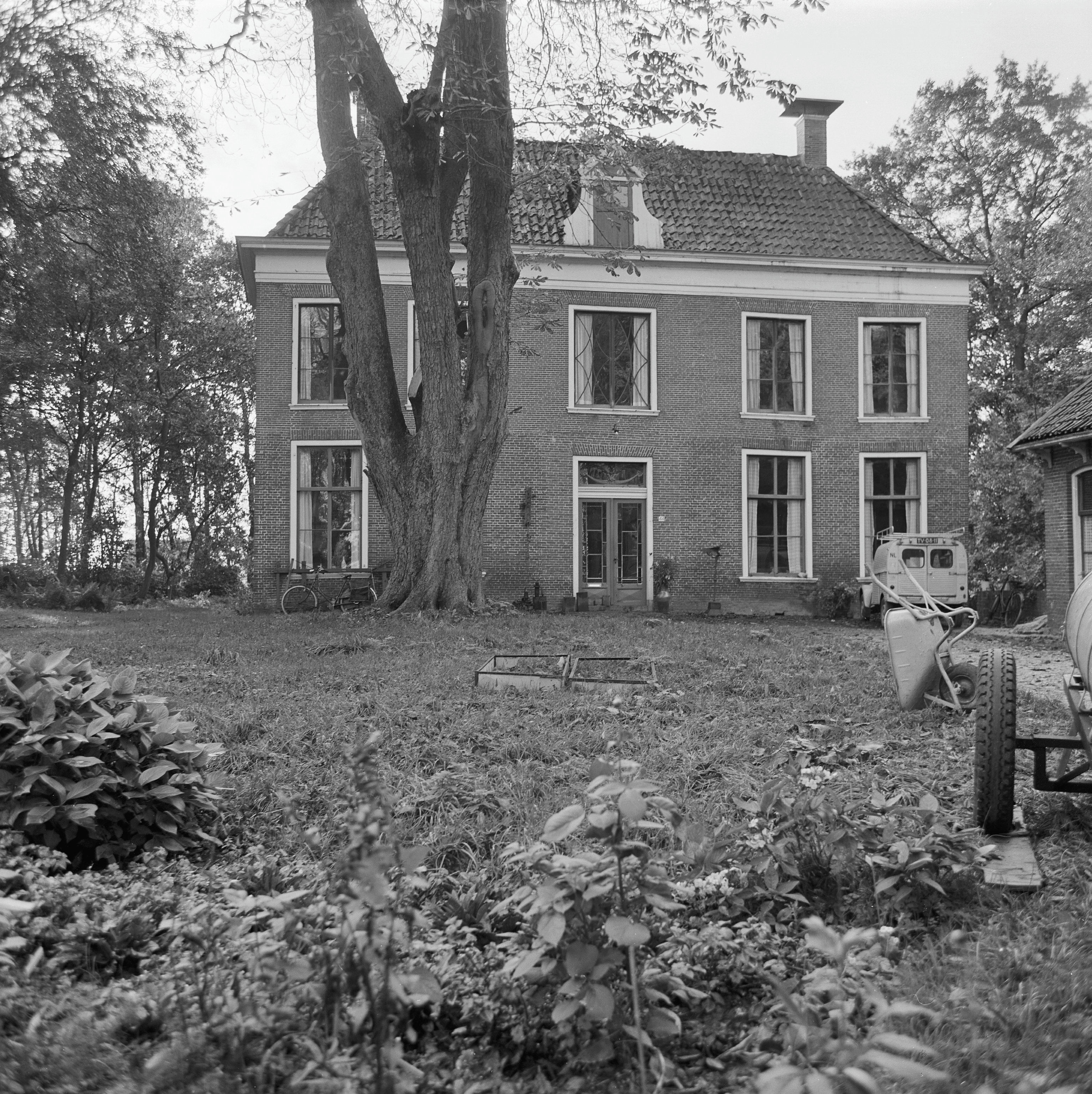
Allersmaborg in 1968

In 1946 kocht de gemeente Ezinge de borg voor een bedrag van 12.000 gulden. Nadat studenten in 1947 er al het stuk Granida opnamen, kwam de borg in de jaren 1950 in trek bij verschillende kunstenaars, waaronder de teken- en schildersvereniging De Linetreckers, die onder leiding stond van schilder Johan Dijkstra van De Ploeg. De gemeente Ezinge liet vanaf 1956 het arbeidersgezin van Albert Siegers, die verderop werkte bij een boer, de borg gratis bewonen mits zij de borg en het borgterrein onderhielden. Vanaf 1962 namen kunstenaar Martin Tissing en zijn vrouw, weefkunstenares Annie Vriezen (1934-2025), het klerkenhuis in gebruik om er te gaan wonen. In 1964 vertrok de familie Siegers en kwam de borg leeg te staan. Daarop gingen Tissing en Vriezen hier wonen. Het klerkenhuis richtten zij in voor tentoonstellingen. In de eerste jaren nodigde het kunstenaarsechtpaar jaarlijks als vervolg op het vroegere Boschfeest muziekkorpsen en zangkoren uit de omtrek uit voor het houden van een zomerfeest.
Het kunstenaarsechtpaar maakte van de borg een kunstenaarskolonie, een ontmoetings- en expositiecentrum van voor onder andere bevriende kunstenaars als Edu Waskowsky, Gjalt Blaauw, Henri de Wolf, Karl Pelgrom, Matthijs Röling en fotograaf Sanne Sannes. Vriezen had verder veel contacten met Poolse kunstenaars, die soms ook op de borg kwamen om er te werken. Ook liepen schrijver Belcampo en dichteres Fritzi Harmsen van Beek er rond en kwam kunsthistoricus Henk van Os er weleens toen hij nog woonde op de Piloersemaborg. In de zomer werden er kunsttentoonstellingen gehouden. Sannes schoot onder andere samen met Remco Campert (als regisseur) en Gerrit Jan Wolffensperger (als hoofdrolspeler) opnamen voor zijn film Sanne Lucia of Santa Lucia (Dirty girl) op en rond de borg, die de VPRO in eerste instantie weigerde uit te zenden vanwege het 'verregaande erotische en sadistische karakter', zoals de filmkeuring het noemde. Boeren uit de omgeving zagen tijdens de opnames naakte vrouwen op het landgoed lopen, hetgeen er bijna toe leidde dat de gemeente Ezinge Vriezen uit het pand liet zetten.
Tissing en Vriezen gingen in 1973 uit elkaar, waarop Tissing de borg verliet. Vriezen had vervolgens een relatie met Blaauw tussen 1973 en 1983, maar bleef daarna alleen wonen op de borg omdat de meesten het er toch te eenzaam vonden. In 1977 schreef Els Pelgrom op de borg haar boek De kinderen van het Achtste Woud.

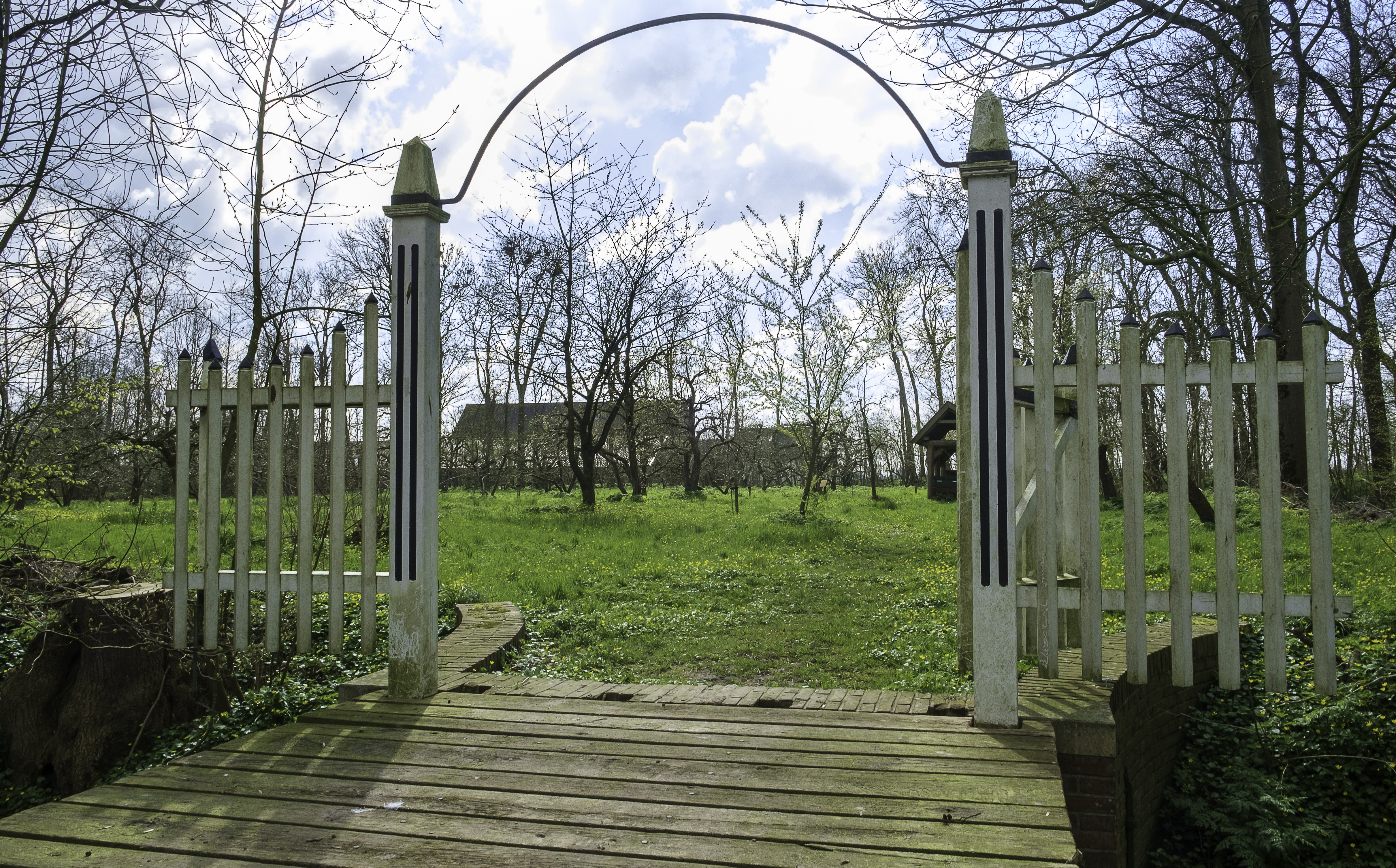
Toegang tot de door Staatbosbeheer herstelde boomgaard

De gemeente Ezinge had te weinig geld voor het onderhoud, waardoor de borg steeds verder verviel. In 1972 liet zij de duiventil slopen en vervangen door een exacte replica. Tevergeefs probeerde zij de borg in 1974 te verkopen op voorwaarde dat deze bewoond zou worden en het terrein een openbare functie zou krijgen. Uiteindelijk droeg de gemeente na onderhandelingen in 1976 de borg en het omringende landgoed daarom voor een symbolisch bedrag van 1 gulden over aan Staatsbosbeheer. De borg, die het Rijk van minder waarde achtte, werd door Staatsbosbeheer in erfpacht gegeven aan de provincie Groningen. Zij werd hiermee verantwoordelijk voor de kosten van het onderhoud. De provincie gaf de borg in 1981 in beheer bij de Stichting Groninger Borgen, die de borg weer doorverhuurde aan Annie Vriezen.
Op initiatief van Vriezen werd de borg tussen 1976 en 1977 gerestaureerd onder leiding van architect Pieter Lauwrens de Vrieze en amateur-historicus Gerrit Overdiep, waarbij deze werd teruggebracht in 19e-eeuwse staat. De kosten bedroegen ruim een miljoen gulden, waarvan 50% werd betaald door het Rijk, 30% door de gemeente Ezinge en 20% door de provincie Groningen. Staatsbosbeheer plantte de aanpalende boomgaard vol met oude fruitrassen en onderhield de Engelse tuin.  Zij had wel alles uit de kast moeten trekken om de borg als expositieruimte te behouden. Er waren namelijk plannen om de borg in te richten als dependance van het Nationaal Rijtuigmuseum in Nienoord. Ter gelegenheid van de voltooiing van de restauratie hield Vriezen in 1978 een tentoonstelling in het koetshuis waaraan naast Tissing, Vriezen, Blaauw, Sannes en Waskowsky ook Jan de Boer, Magdalena Abakanowicz en Henk Keimpema deelnamen. Het succes van deze expositie leidde ertoe dat het koetshuis definitief als expositieruimte in gebruik genomen werd en wel voor jonge kunstenaars, die hier hun eerste werk konden tonen. Zo exposeerden onder andere de kunstenaars Gerlof Hamersma, Els Otten en Marie-Louise Schmier op de beeldenexpositie "Tien seizoenen kunst op de borg", exposeerde Fie Werkman er in 1980, 1986 en 1997 en nam in 1983 Jonne Severijn op de borg de film Dodenakker op. Vanaf 1983 werd Vriezen in haar werk bijgestaan door de Stichting Expositiecentrum Allersmaborg.
Voor het huis stond vroeger een kastanjeboom van ongeveer 250 jaar oud, een ongewoon hoge leeftijd voor een dergelijke soort. De boom werd beschadigd bij de storm van 1972, maar bleef toen staan. Bij de winter van 1978-1979 liep de boom zoveel schade op, dat nog tijdens een volgende storm dat jaar boomchirurgen de boom omhaalden.
In de jaren 1990 werd in overleg met Vriezen gezocht naar een nieuw onderkomen voor haar. De onderhandelingen hierover met de borgenstichting verliepen echter stroef en in 1999 dreigde de stichting haar eruit te zetten door de zaak voor de rechter te brengen om haar huurcontract te ontbinden. Haar werd wanbeleid en verwaarlozing verweten. Zo was de stichting het er niet mee eens dat er kippen liepen in het voorportaal van de borg. Uiteindelijk werd overeengekomen dat Vriezen in 2001 zou verhuizen. De borgenstichting was daarvoor al in onderhandeling met de Rijksuniversiteit Groningen om een meer financieel rendabele invulling te vinden voor de lange termijn. De universiteit besloot daarop in 2001 in eerste instantie om het gebouw te huren en een architect te laten onderzoeken wat de mogelijkheden voor het pand waren. Ter overbrugging werd het gebouw bewoond door kraakwachten van leegstandsbeheerder CareX.

### Rijksuniversiteit Groningen: Diverse bestemmingen
In 2005 werd de borgenstichting zelf opgeheven en besloot de Rijksuniversiteit om het gebouw voor 30 jaar in erfpacht over te nemen via de door haar daarvoor opgerichte Stichting Allersmaborg. De universiteit besloot om het gebouw op te knappen, waarbij geprobeerd werd om via fondsenwerving bij alumni een deel van de verbouwing te bekostigen. Uiteindelijk werd eind 2005 bijna een half miljoen opgebracht door donaties van oud-studenten, waarvan overigens 200.000 al van tevoren was toegezegd door een fonds van een alumnus. De renovatie vond plaats tussen 2005 en 2006 en kostte ruim 1,2 miljoen euro. Hierbij werd het klerkenhuis verbouwd om het geschikt te maken voor de functie van logies en ontbijt. De restauratie van het koetshuis werd in 2006 een aantal maanden stilgelegd op last van de Rijksdienst voor de Monumentenzorg omdat de aannemer zonder bouwvergunning en monumentenvergunning was begonnen en de waardevolle paardenboxen (enkele van de oudste in Groningen) uit de stallen had gesloopt. In 2006 werd de borg deels ingericht als het alumnihuis van de universiteit en deels als plek voor vergaderingen, masterclasses en werkconferenties, waarbij twee vertrekken als slaapzaal werden ingericht. De borg werd ook beschikbaar gesteld voor feesten en partijen en trouwplechtigheden. De bovenverdieping van de borg herkreeg haar woonfunctie. Tussen 2007 en 2010 bewoonden Sibrand Poppema, vicevoorzitter van de raad van bestuur van het Universitair Medisch Centrum Groningen en decaan van de Faculteit der Medische Wetenschappen, en zijn vrouw Joke de borg als borgheer en borgvrouw. In eerste instantie woonde het echtpaar hier gratis, maar nadat hier kritiek op kwam omdat Poppema meer dan de Balkenendenorm verdiende, werd besloten dat zij wel huur dienden te betalen. In 2008 werden de tuinen en singels opgeknapt met behulp van een subsidie van de provincie Groningen en het Europese LEADER-fonds. De tuinen kregen daarbij het aanzien van een slingertuin. In 2011 wilde Joke Poppema het rustiger aan gaan doen. De exploitatie van de borg werd daarom overgedaan aan Hampshire Hotels Groningen en het echtpaar verliet de borg. André en Janneke Koch, werkzaam op de borg voor Hampshire bewoonden de borg vervolgens als borgheer en borgvrouw tot in 2015 de exploitatie werd overgedaan aan cateraar Beijk. Sindsdien zorgt Beijk voor bewoning en beheer van de Allersmaborg.

## Monografie
Post, Annette van der, & Henk Th. van Veen (2019). Zeven eeuwen Allersmaborg. Uitgeverij Bornmeer Noordboek, Gorredijk. 256 p. ISBN 9789056155049

## Afbeeldingen

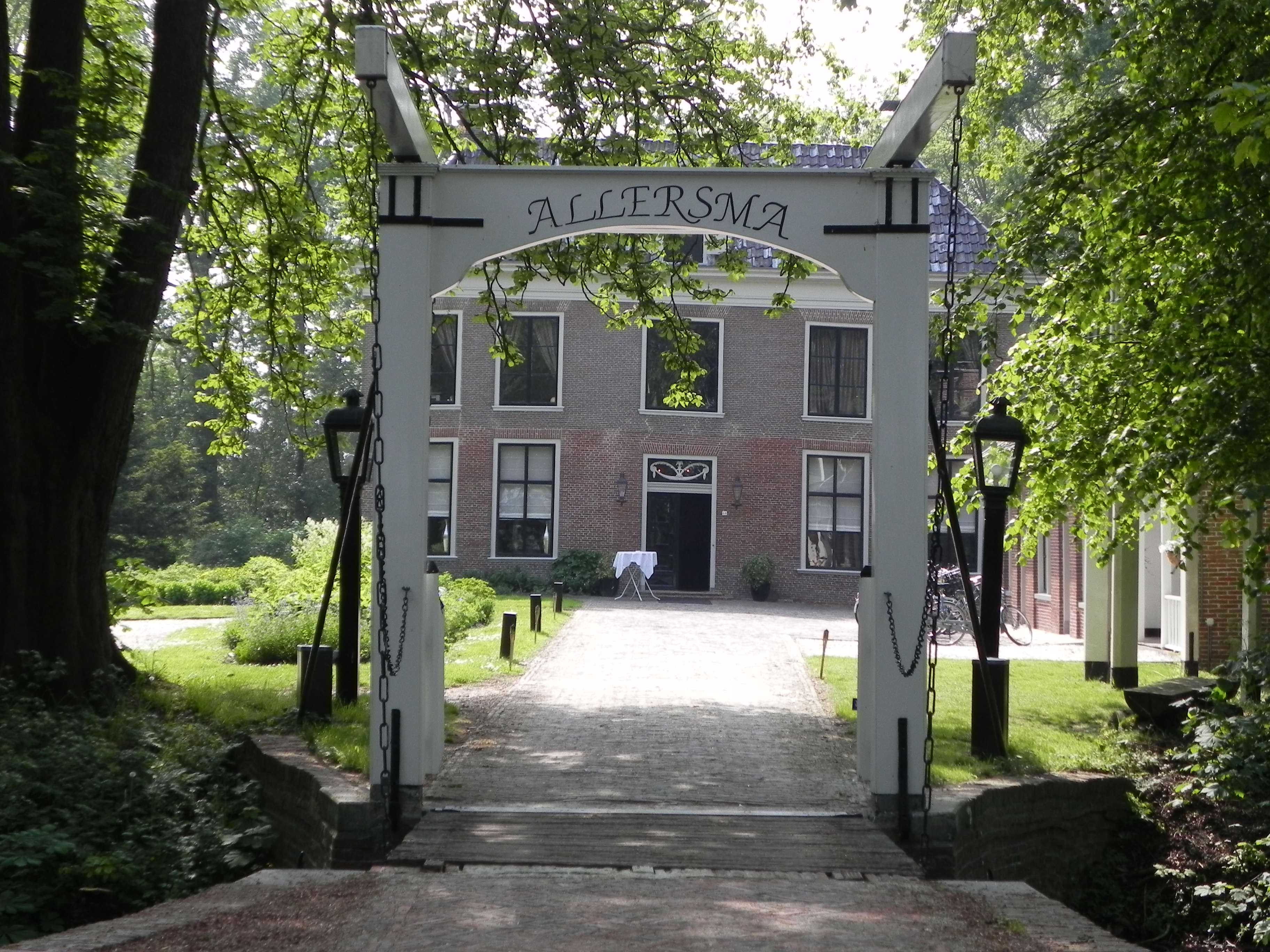
Entree met ophaalbrug
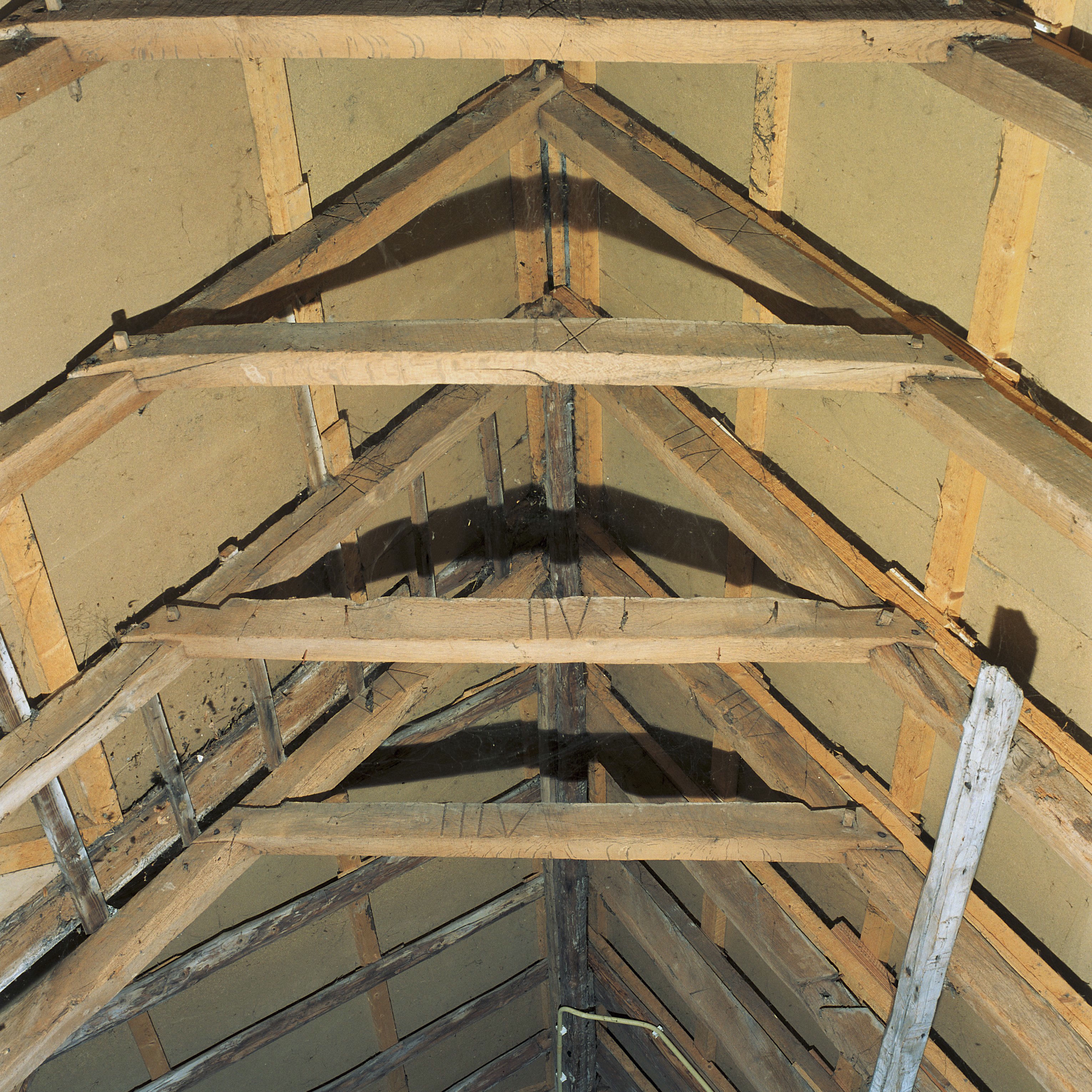
Gebinten van rond 1500 met telmerken
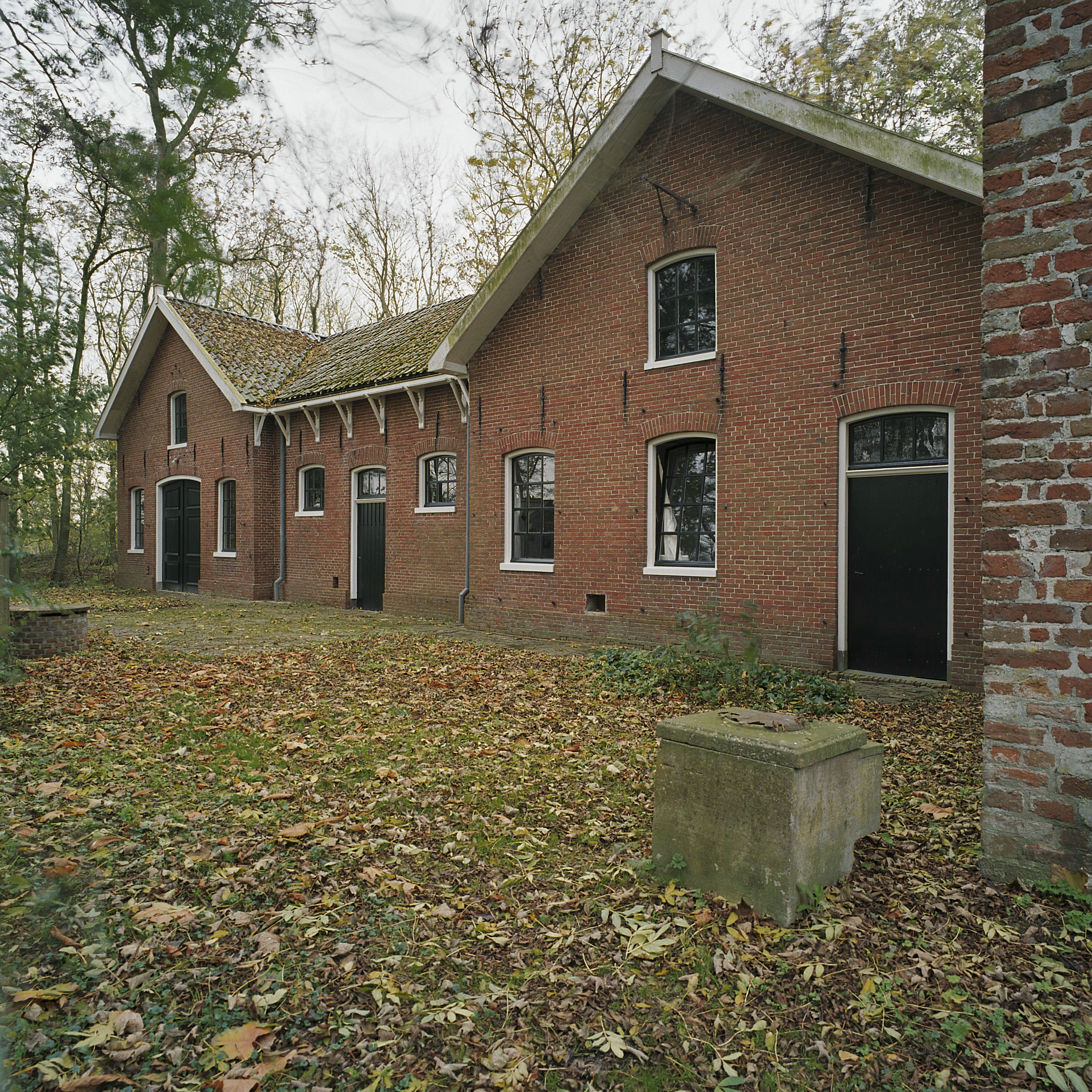
Voorzijde koetshuis
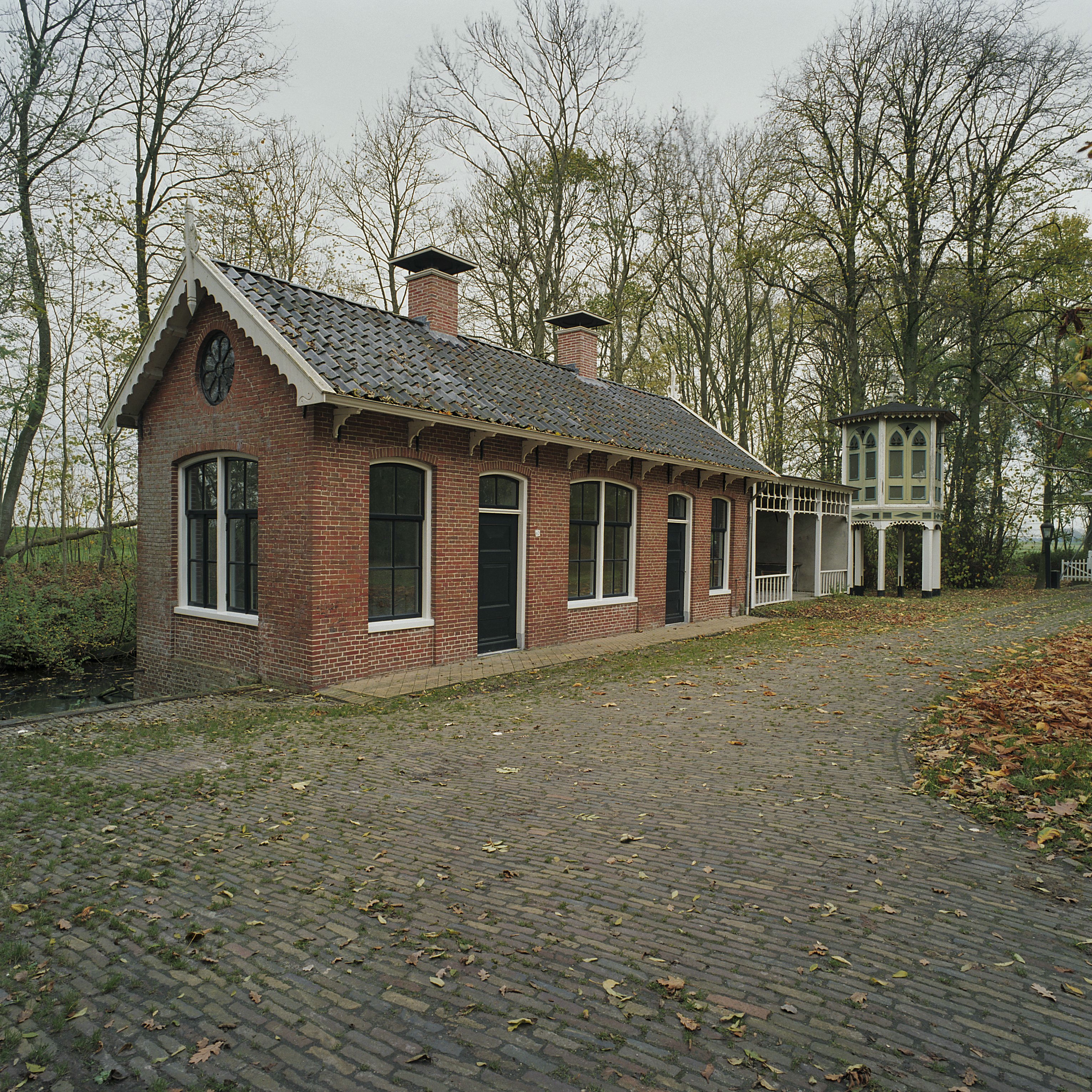
Klerkenhuis, prieel en duiventoren